# Croatia
Croatia (tiếng Croatia: Hrvatska: phát âm [xř̩ʋaːtskaː], phiên âm tiếng Việt hay dùng là "C'roát-chi-a" hoặc "Crô-a-ti-a"), tên chính thức Cộng hòa Croatia (tiếng Croatia: Republika Hrvatska ngheⓘ) là một quốc gia nằm ở ngã tư của Trung và Đông Nam Âu, giáp biển Adriatic. Thủ đô Zagreb tạo thành một trong những phân khu chính của đất nước, cùng với hai mươi quận. Croatia có diện tích 56.594 kilômét vuông (21.851 dặm vuông) và dân số năm 2019 là 4,076,246 người, hầu hết dân số là người theo Công giáo La Mã.
Người Croatia đến khu vực này vào thế kỷ thứ 6 và tổ chức nhà nước thành hai lãnh địa công tước vào thế kỷ thứ 9. Tomislav I trở thành vị vua đầu tiên vào năm 925, phát triển Croatia thành một vương quốc, giữ được chủ quyền của nó trong gần hai thế kỷ, đạt đến cực thịnh trong thời cai trị của các vị vua Petar Krešimir IV và Zvonimir. Croatia gia nhập một liên minh cá nhân với Vương quốc Hungary năm 1102. Năm 1527, phải đối mặt với cuộc xâm lược của Ottoman, Quốc hội Croatia đã bầu Ferdinand của nhà Habsburg lên ngai vàng Croatia. Trong đầu thế kỷ 19, các phần của đất nước được chia thành Các tỉnh Illyrian của Pháp trong khi đế quốc Áo-Hung chiếm đóng Bosna và Hercegovina - một tranh chấp được giải quyết theo Hiệp ước Berlin (1787). Tháng 10 năm 1918, trong những ngày cuối cùng của Thế chiến thứ nhất, Nhà nước của người Slovene, Croat và Serb được thành lập, độc lập từ Áo-Hungary, được tuyên bố tại Zagreb, và trong tháng 12 năm 1918 nó đã được sáp nhập vào Vương quốc Nam Tư. Sau cuộc xâm lược Nam Tư vào tháng 4 năm 1941, hầu hết lãnh thổ Croatia được kết hợp vào nhà nước được Đức quốc xã hậu thuẫn, dẫn đến sự phát triển của một phong trào kháng chiến và tạo ra Liên bang Croatia, sau chiến tranh trở thành thành viên sáng lập và là thành viên liên bang của Cộng hòa xã hội chủ nghĩa liên bang Nam Tư. Ngày 25 tháng 6 năm 1991, Croatia tuyên bố độc lập, hoàn toàn có hiệu lực vào ngày 8 tháng 10 cùng năm. Chiến tranh giành độc lập Croatia đã chiến đấu thành công trong bốn năm tiếp theo.
Croatia là một nước cộng hòa được quản lý theo hệ thống nghị viện và một quốc gia phát triển với mức sống rất cao. Đất nước này là một thành viên của Liên minh châu Âu (EU), Liên Hợp Quốc (UN), Hội đồng Châu Âu, NATO, Tổ chức Thương mại Thế giới (WTO), và là thành viên sáng lập của Liên minh Địa Trung Hải. Là một thành viên tham gia tích cực trong lực lượng gìn giữ hòa bình của Liên Hợp Quốc, Croatia đã đóng góp quân đội cho sứ mệnh do NATO lãnh đạo ở Afghanistan và giành một vị trí không thường trực trong Hội đồng Bảo an Liên Hợp Quốc cho nhiệm kỳ 2008–2009. Từ năm 2000, chính phủ Croatia đã liên tục đầu tư vào cơ sở hạ tầng, đặc biệt là các tuyến đường và cơ sở giao thông dọc theo hành lang Pan-European.
Nền kinh tế của Croatia bị chi phối bởi các ngành dịch vụ, công nghiệp và nông nghiệp. Du lịch là một nguồn thu ngoại tệ đáng kể, Croatia được xếp hạng trong số 20 địa điểm du lịch nổi tiếng nhất trên thế giới. Nhà nước kiểm soát một phần nền kinh tế, với chi tiêu chính phủ đáng kể. Liên minh châu Âu là đối tác thương mại quan trọng nhất của Croatia. Croatia cung cấp an sinh xã hội, hệ thống chăm sóc sức khỏe toàn cầu, giáo dục tiểu học và trung học miễn phí, trong khi hỗ trợ văn hóa thông qua nhiều tổ chức công và đầu tư của công ty trên truyền thông và xuất bản.

## Lịch sử

### Lịch sử ban đầu
Vùng đất là Croatia ngày nay đã có người ở trong suốt thời tiền sử. Các hoá thạch của người Neanderthal có niên đại từ giữa Thời kỳ đồ đá cũ đã được khai quật trong khu vực Krapina và Vindija. Những di tích gần đây hơn (hậu Mousterian) của người Neanderthal đã được tìm thấy tại Mujina pećina gần bờ biển.

Đầu Thời kỳ đồ đá mới, các nền văn hoá Starčevo, Vučedol và Hvar đã xuất hiện rải rác trong khu vực. Thời kỳ đồ sắt còn để lại dấu vết trong văn hoá Hallstatt (người Illyrian thời kỳ đầu) và văn hoá La Tène (người Celt).

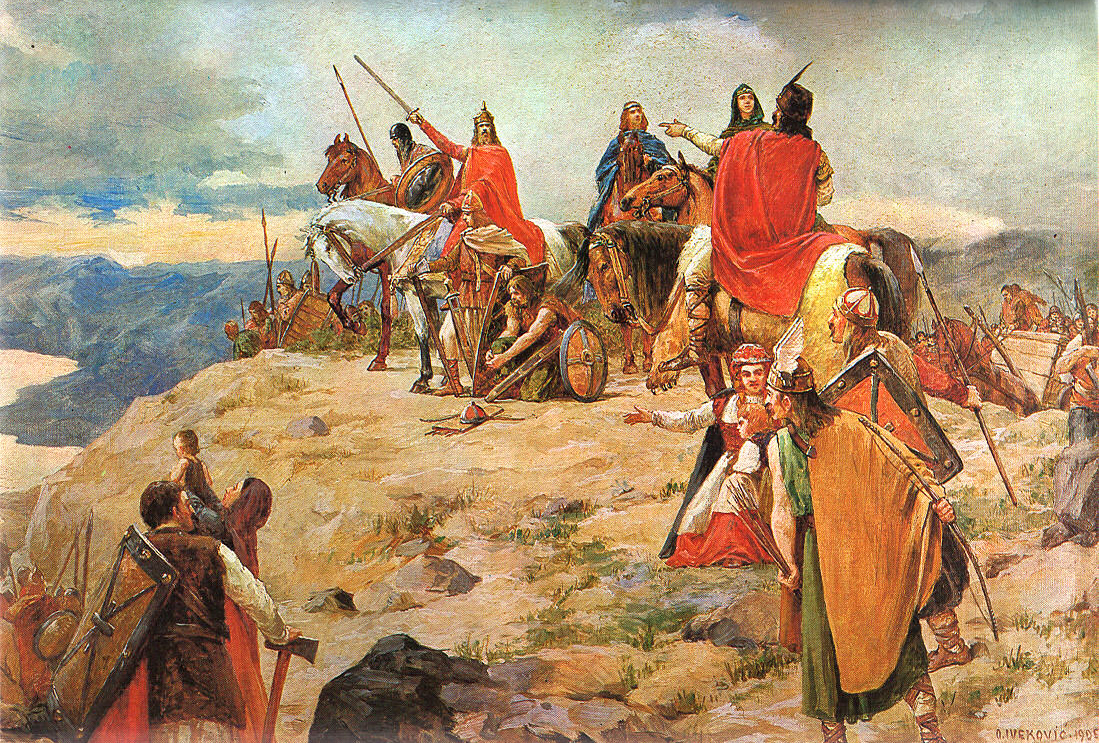
Oton Iveković, Những người Croat đặt trên lên những bờ biển Adriatic

Sau đó vùng này là nơi sinh sống của người Liburnian và người Illyrian, và các thuộc địa của Hy Lạp đã được thành lập trên hòn đảo Vis (bởi Dionysius I của Syracuse) và Hvar. Năm 9 Công Nguyên lãnh thổ Croatia hiện nay trở thành một phần của Đế chế La Mã. Hoàng đế Diocletian đã xây dựng một cung điện to lớn tại Split nơi ông về nghỉ ngừng các hoạt động chính trị năm 305. Ở thế kỷ thứ V Hoàng đế cuối cùng của La Mã Julius Nepos đã cai trị đế chế nhỏ của mình từ Cung điện của Diocletian trước khi ông bị giết hại năm 480. Buổi đầu lịch sử Croatia chấm dứt với cuộc xâm lược của người Avar ở nửa đầu thế kỷ thứ VII và phá hủy hầu hết mọi thị trấn La Mã. Những người Roma sống sót rút lui chiến lược để bảo vệ các địa điểm trên bờ biển, hòn đảo và các ngọn núi. Thành phố Dubrovnik hiện đại đã được xây dựng bởi những người sống sót đó.

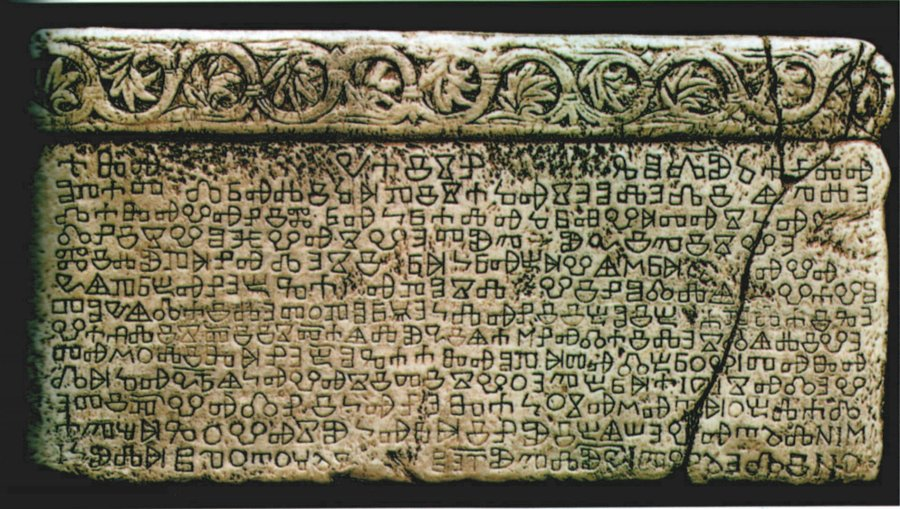
Thẻ Baška, bằng chứng cổ nhất về ký tự glagolitic

Người Croat đã tới vùng đất là Croatia hiện nay từ đầu thế kỷ thứ VII. Họ tổ chức thành hai lãnh địa công tước; Lãnh địa công tước Pannonia ở phía bắc và Lãnh địa công tước Littoral Croatia ở phía nam. Hoàng đế Porphyrogenitus đã viết rằng Porga, công tước của những người Croat Dalmatia, người đã được Hoàng đế Heraclius của Byzantine mời tới Dalmatia, đã yêu cầu Heraclius các giáo viên Thiên chúa giáo. Theo yêu cầu của Heraclius, Giáo hoàng John IV (640-642) đã gửi các giáo viên và những nhà truyền giáo tới Tỉnh Croatia. Những nhà truyền giáo đó đã cải đạo cho Porga, và nhiều người khác dưới quyền ông ta, sang đức tin Thiên chúa năm 640. Sự Thiên chúa giáo hóa người Croat hầu như hoàn thành ở thế kỷ thứ IX. Cả hai lãnh địa công tước đều trở thành chư hầu của Frankish hồi cuối thế kỷ thứ VIII, và cuối cùng trở thành độc lập ở thế kỷ sau đó.
Nhà cai trị Croatia bản xứ đầu tiên được công nhận bởi Giáo hoàng là công tước Branimir, người được Giáo hoàng John VIII gọi là dux Croatorum ("công tước của người Croat") năm 879. Công tước Tomislav của Littoral Croatia là một trong những thành viên có ảnh hưởng nhất của Triều đại Trpimirović. Ông đã thống nhất người Croat tại Dalmatia và Pannonia vào một vương quốc duy nhất năm 925. Nhà nước của Tomislav trải dài từ Biển Adriatic tới sông Drava, và từ sông Raša tới sông Drina. Dưới thời cầm quyền của ông, Croatia trở thành một trong những vương quốc hùng mạnh nhất châu Âu Trung cổ. Tomislav đã đánh bại các cuộc xâm lược của Arpads trên chiến trường và buộc họ phải vượt Drava. Ông cũng sáp nhập một phần của Pannonia. Nó gồm phần giữa các con sông Drava, Sava và Kupa, nên vương quốc của ông đã có biên giới chung với Bulgaria trong một khoảng thời gian. Đây là lần đầu tiên hai vương quốc Croatia được thống nhất, và toàn bộ người Croat ở trong một nhà nước. Liên minh sau này được Byzantine công nhận, và nó trao ngôi báu hoàng gia cho Stjepan Držislav và ngôi báu giáo hoàng cho vua Zvonimir. Vương quốc Croatia trung cổ đạt tới đỉnh điểm phát triển trong thời cầm quyền của các vị vua Petar Krešimir IV (1058–1074) và Zvonimir (1075–1089).

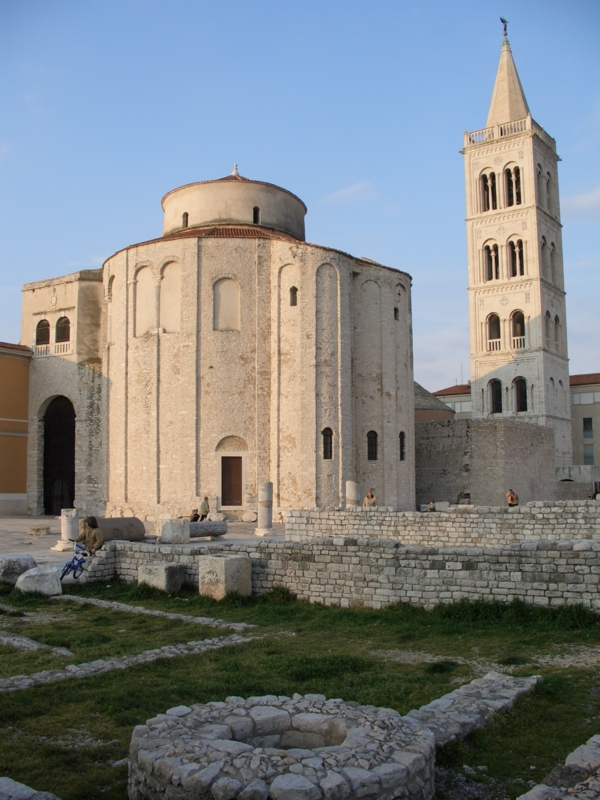
Kiến trúc Croatia trung cổ, Zadar

Sau sự mất đi của triều đình cầm quyền Croatia năm 1091, Ladislaus I của Hungary, anh/em của Jelena Lijepa, nữ hoàng cuối cùng của Croatia, trở thành vua của Croatia. Giới quý tộc Croatia tại Littoral phản đối việc này, dẫn tới một cuộc chiến tranh kéo dài 10 năm và việc công nhận vị vua cai trị người Hungary Coloman là vua của Croatita và Hungary theo hiệp ước năm 1102 (thường được gọi là Pacta conventa). Đổi lại, Coloman hứa duy trì Croatia như một vương quốc riêng biệt, không đưa người Hungary vào định cư tại Croatia, để đảm bảo sự tự quản của Croatia dưới một Ban, và tôn trọng mọi quyền, luật, và những đặc quyền của Vương quốc Croatia. Trong liên minh này, Vương quốc Croatia không bao giờ mất quyền bầu vị vua của riêng mình, dù triều đình cầm quyền đã mất đi. Năm 1293 và 1403 Croatia đã chọn vị vua của họ, nhưng trong cả hai trường hợp Vương quốc Hungary đã tuyên chiến và liên minh được tái lập.
Trong bốn thế kỷ tiếp theo, Vương quốc Croatia nằm dưới quyền cai quản của Sabor và các Ban được vua Hungary chỉ định. Vương quốc Croatia và Slavonia vẫn là một thực thể lập hiến hầu như tách biệt về pháp luật, nhưng sự xuất hiện của một vị vua Hungary đã đưa lại những hậu quả khác như: sự xuất hiện của chế độ phong kiến và sự trỗi dậy của các gia đình quý tộc địa phương như Frankopan và Šubić. Congregatio Regni tocius Sclavonie Generalis năm 1273, tài liệu cổ nhất còn lại được viết bởi nghị viện Croatia, có từ giai đoạn này. Những vị vua sau đó đã tìm cách tái lập một số ảnh hưởng họ từng mất trước đây bằng cách trao một số đặc quyền cho các thị trấn. 

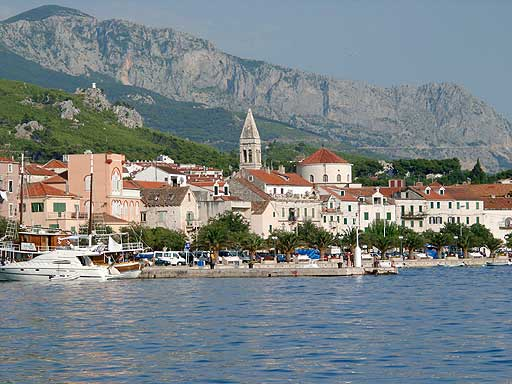
Cuối thế kỷ XV Đế chế Ottoman chinh phục Makarska

Giai đoạn đầu của liên minh riêng giữa Croatia và Hungary chấm dứt năm 1526 với Trận Mohács và sự thất bại của các lực lượng Hungary trước Đế chế Ottoman. Sau cái chết của Vua Louis II, giới quý tộc Croatia trong nghị viện Cetingrad đã lựa chọn nhà Habsburg làm những vị vua cai trị mới của Vương quốc Croatia, dưới điều kiện rằng họ phải cung cấp quân đội và tài chính cần thiết để bảo vệ Croatia chống lại Đế chế Ottoman.

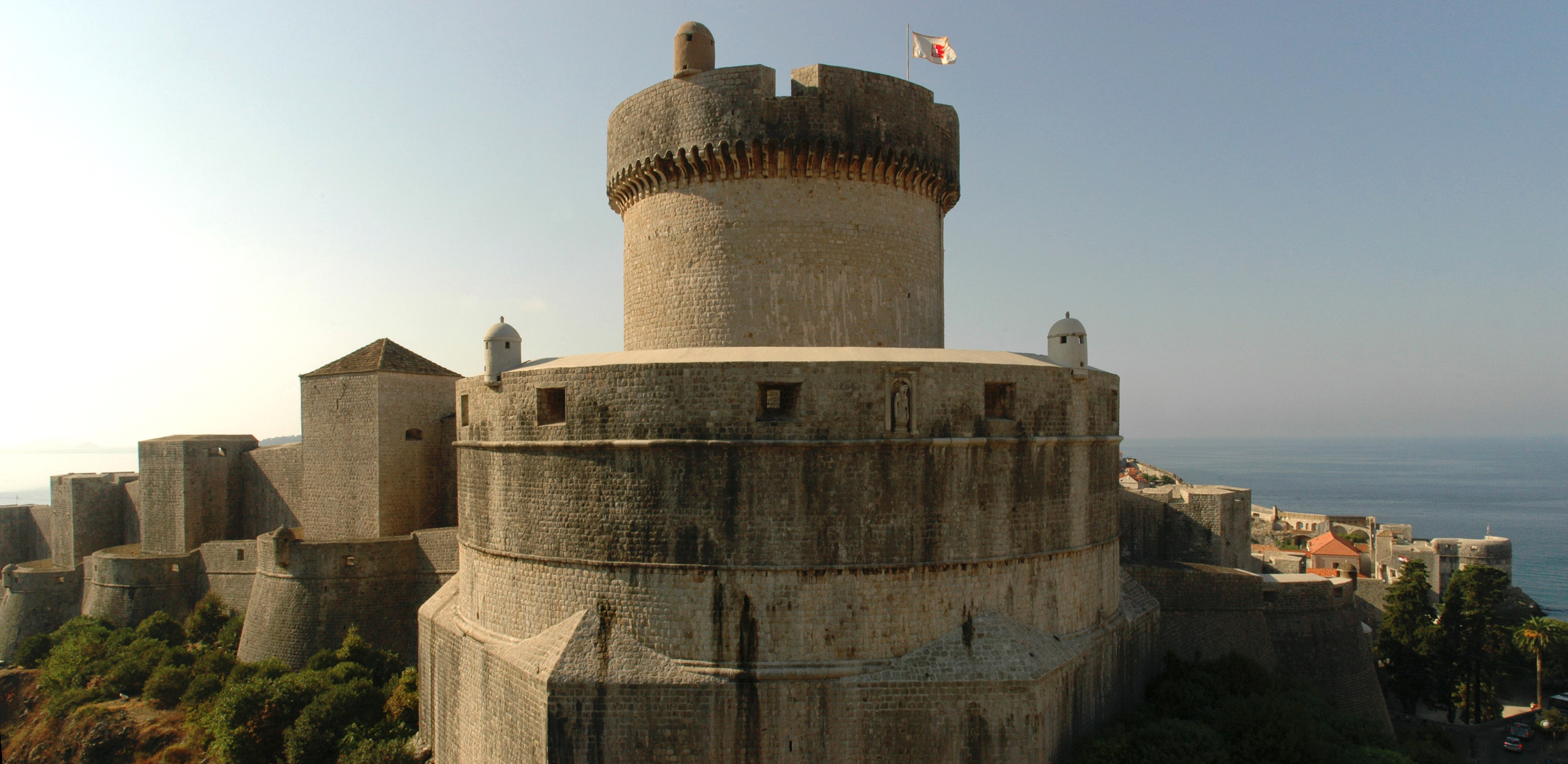
Những bức tường của Dubrovnik

Thành phố Dubrovnik được thành lập thế kỷ thứ VII sau khi những kẻ xâm lược Avar và Slavơ phá huỷ thành phố Epidaurum La Mã. Những người Roma sống sót bỏ trốn tới một hòn đảo nhỏ gần bờ biển nơi họ thành lập một khu định cơ mới. Trong thời Thập tự chinh lần thứ tư thành phố này rơi vào tầm kiểm soát của Cộng hoà Venice cho tớihiệp ước Zadar năm 1358, khi Venice bị vương quốc Croato-Hungarian đánh bại, mất quyền kiểm soát Dalmatia và Cộng hoà Dubrovnik trở thành một vương quốc chư hầu. Trong suốt 450 năm tiếp theo Cộng hoà Dubrovnik đầu tiên là chư hầu của Ottoman và sau đó của Triều đại Habsburg. Trong thời gian này nước cộng hoà trở nên giàu có nhờ thương mại.
Nước cộng hoà trở thành nơi xuất bản quan trọng nhất của văn học Croatia trong các giai đoạn Phục hưng và Baroque. Bên cạnh những nhà thơ và các tác gia như Marin Držić và Ivan Gundulić, những người mà tác phẩm của họ đóng vai trò quan trọng trong sự phát triển văn hoá Croatia, người nổi tiếng nhất Cộng hoà Dubrovnik là nhà khoa học Ruđer Josip Bošković, ông từng là một thành viên của Hội Hoàng gia và Viện hàn lâm Khoa học Nga. Nước cộng hoà tồn tại tới năm 1808 khi nó bị Napoleon sáp nhập. Ngày nay thành phố Dubrovnik là một địa điểm trong danh sách Địa điểm Di sản Thế giới của UNESCO và là một địa điểm du lịch nổi tiếng.

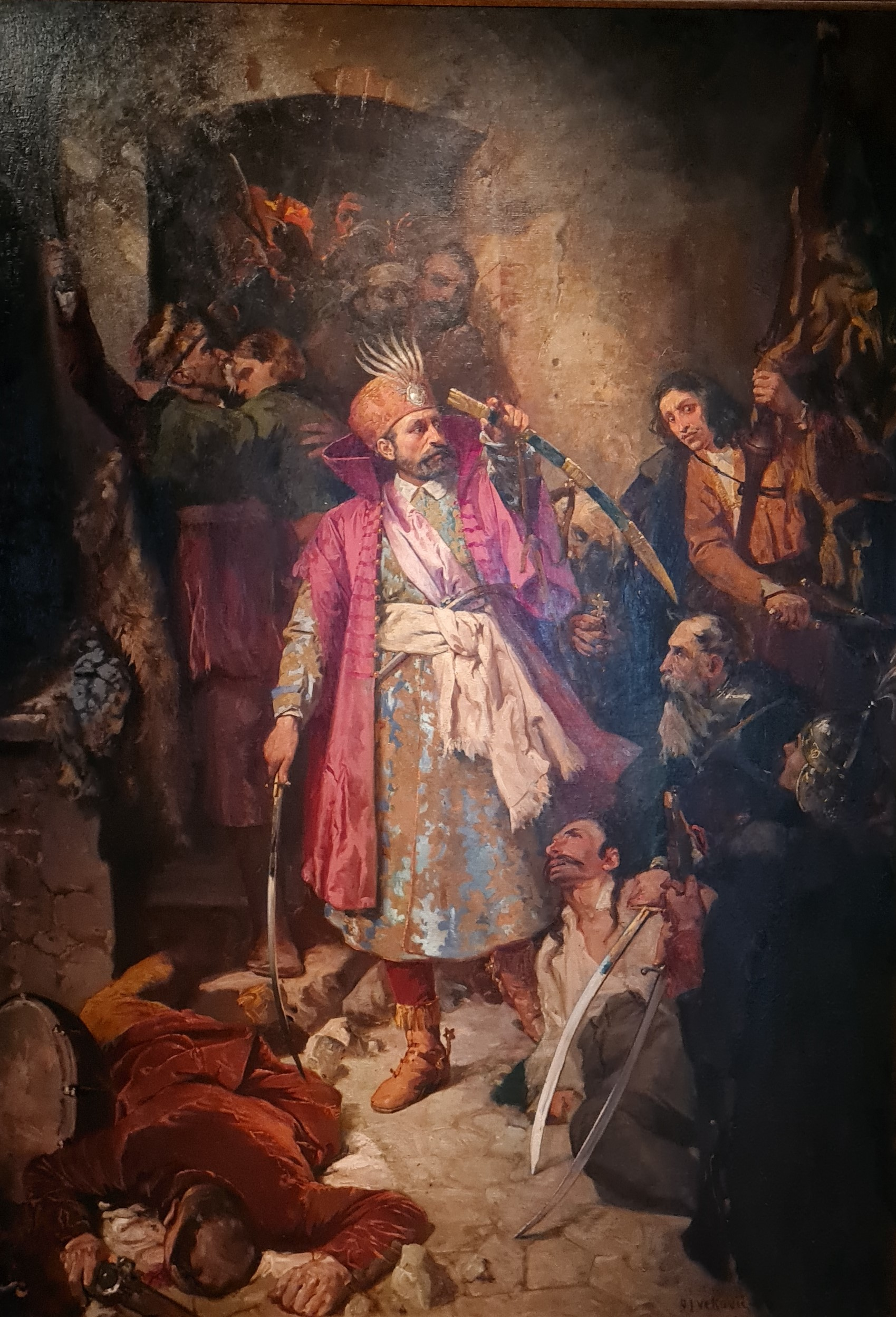
Nikola Šubić Zrinski, một đại anh hùng Croatia trong những cuộc chiến tranh chống người Ottoman

Ngay sau Trận Mohács, triều đình Habsburg đã không thành công trong việc ổn định các biên giới giữa Đế chế Ottoman và Vương quốc Croatia bằng cách lập ra một captaincy tại Bihać. Tuy nhiên, năm 1529, quân đội Ottoman đã tràn qua khu vực và chiếm Buda và phong toả Vienna; một sự kiện sẽ dẫn tới sự hỗn loạn và bạo lực tại các vùng biên giới Croatia (xem Các cuộc chiến tranh Ottoman tại châu Âu). Sau sự thất bại của những chiến dịch quân sự đầu tiên, Vương quốc Croatia bị chia thành các đơn vị quân sự và dân sự năm 1553. Các đơn vị quân sự trở thành Croatian Krajina và Slavonian Krajina và cả hai cuối cùng trở thành các phần của Biên giới Quân sự Croatia nằm trực tiếp dưới sự kiểm soát của Vienna. Những cuộc cướp phá của Ottoman vào trong lãnh thổ Croatia kéo dài tới tận Trận Sisak năm 1593, sau đó các biên giới đã trở nên ổn định trong một khoảng thời gian. Vương quốc thời kỳ ấy được gọi là Reliquiae reliquiarum olim inclyti Regni Croatiae ("Tàn tích của tàn tích của Vương quốc Croatia nổi tiếng một thời"). Một trận đánh nổi tiếng trong thời kỳ này là Trận Szigetvár, khi 2,300 binh sĩ dưới sự lãnh đạo của ban Nikola Šubić Zrinski chống cự trong hai tháng trước 100.000 lính Ottoman dưới sự chỉ huy của hoàng đế Suleiman I, chiến đấu cho đến người cuối cùng. [[Hồng y Richelieu|Hồng y Richelieu]] được thông báo là đã gọi sự kiện này là "trận đánh cứu vớt nền văn minh."
Trong cuộc Đại chiến Thổ Nhĩ Kỳ, Slavonia đã được giành lại nhưng vùng đồi núi phía tây Bosnia, từng là một phần của Croatia cho tới cuộc chinh phục Ottoman, vẫn ở bên ngoài quyền kiểm soát của Croatia và biên giới hiện tại, nước này có hình dạng giống hình lưỡi liềm hay móng ngựa, đây là một di tích của lịch sử. Phần phía nam của 'móng ngựa' được thành lập bởi cuộc chinh phục Venetian sau cuộc Phong toả Zara và được coi là những cuộc chiến tranh thế kỷ XVII-XVIII với người Ottoman. Lý do về pháp lý (De jure) cho sự mở rộng Venetian là quyết định của vua Croatia, Ladislas của Naples, bán các quyền của mình với Dalmatia cho Venice năm 1409  Lưu trữ ngày 17 tháng 8 năm 2016 tại Wayback Machine.
Trong hơn hai thế kỷ của các cuộc Chiến tranh Ottoman, Croatia đã trải qua những thay đổi nhân khẩu to lớn. Người Croat đã rời các vùng đất ven sông Gacka, Lika và Krbava, Moslavina tại Slavonia và một vùng đất ngày nay ở phía tây bắc Bosnia để đi về phía Áo nơi họ vẫn cư ngụ và ngày nay người Croat Burgenland là hậu duệ trực tiếp của những người định cư đó. Để thay thế những người Croat đã dời đi, triều đình Habsburg kêu gọi những dân cư Chính thống giáo của Bosnia và Serbia phục vụ hoạt động quân sự tại Croatiavà Slavonian Krajina. Người Serbia dần bắt đầu tới trong thế kỷ XVI, với đỉnh điểm là các cuộc Đại Di cư Serb năm 1690 và 1737-39. Các quyền lợi và nghĩa vụ của dân cư mới của biên giới quân sự được quyết định với Statuta Valachorum năm 1630.

### Hồi phục quốc gia
Sự hồi phục quốc gia tại Croatia bắt đầu năm 1813 khi giám mục Zagreb Maksimilijan Vrhovac ra một lời khẩn cầu cho việc sưu tập "báu vật quốc gia". Đầu những năm 1830, một nhóm tác gia Croatia trẻ đã tụ tập Zagreb và thành lập phong trào Illyrian để đổi mới quốc gia và thống nhất mọi thực thể Nam Slavơ dưới Triều đình Habsburg. Mục tiêu lớn nhất của người Illyrian là việc thành lập một ngôn ngữ tiêu chuẩn như một đối trọng với tiếng Hungary, và ủng hộ văn học Croatia và văn hoá chính thức. Các thành viên quan trọng của phong trào này là Bá tước Janko Drašković, người khởi động phong trào khi viết một tờ rơi năm 1832, Ljudevit Gaj người được chính phủ hoàng gia Habsburg cho phép in tờ báo đầu tiên bằng tiếng Croatia, Antun Mihanović, người viết lời cho quốc ca Croatia, Vatroslav Lisinski, người soạn vở opera đầu tiên bằng tiếng Croatia, "Ljubav i zloba" ("Tình yêu và Hiểm ác", 1846), và nhiều người khác.
Lo ngại đầu tiên về người Hungary và sau đó là áp lực đồng hoá của triều đình Habsburg, Vương quốc Croatia đã luôn từ chối thay đổi vị thế ngôn ngữ chính thức của tiếng Latinh cho tới tận giữa thế kỷ XIX. Mãi tới ngày 2 tháng 5 năm 1843 tiếng Croatia lần đầu tiên mới được sử dụng trong nghị viện, cuối cùng trở thành ngôn ngữ chính thức năm 1847 vì sự nổi tiếng của phong trào Illyrian.
Thậm chí với một cộng đồng Slavơ (người Croatia) lớn, Dalmatia vẫn duy trì các cộng đồng Italia lớn tại bờ biển (tại các thành phố và hòn đảo, tập trung lớn nhất tại Istria). Theo cuộc điều tra dân số Áo-Hung năm 1816, 22% dân số Dalmatian là người nói tiếng Italia. Bắt đầu từ thế kỷ XIX, hầu hết người Dalmatia Italia dần bị đồng hoá vào văn hoá và ngôn ngữ Croatia đa số.

### Lịch sử hiện đại

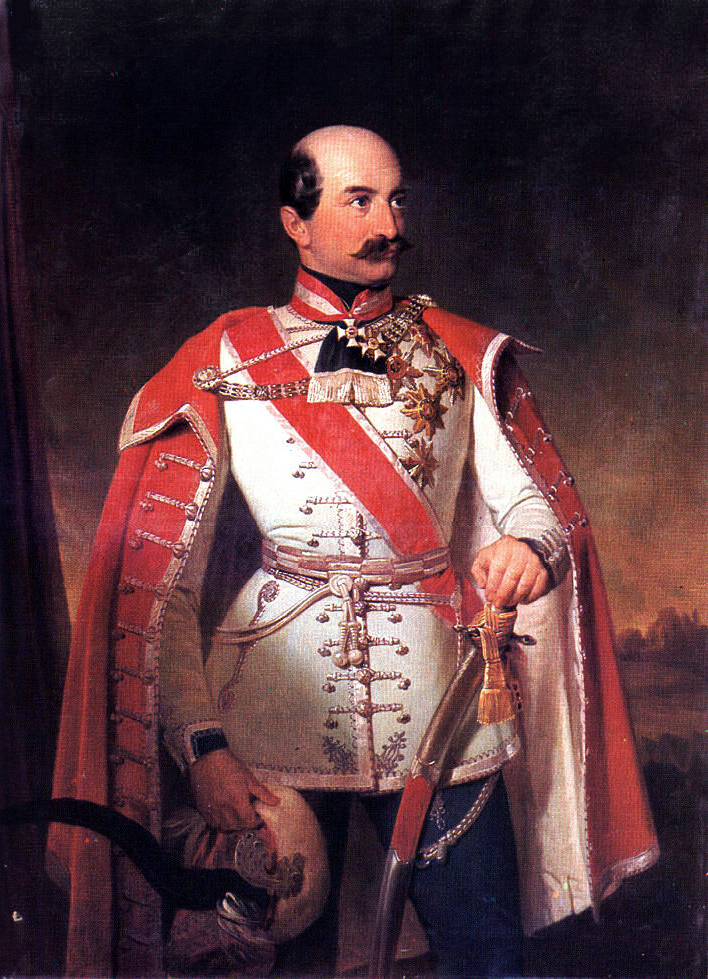
Josip Jelačić, ban của Croatia thời Cách mạng năm 1848

Câu trả lời của Croatia cho cuộc cách mạng Hungary năm 1848 là sự tuyên chiến. Các lực lượng Áo, Croatia và Nga cùng nhau đánh bại quân đội Hungary năm 1849 và sau 17 năm được ghi nhớ tại Croatia và Hungary như là sự Đức hoá. Sự thất bại sau cùng của chính sách này dẫn tới Thoả hiện Áo-Hung năm 1867 và việc thành lập một liên minh triều đình giữa Đế chế Áo và Vương quốc Hungary. Hiệp ước không giải quyết câu hỏi về vị thế của Croatia. Năm sau đó nghị viện Croatia và Hungary lập ra một hiến pháp cho liên minh và Vương quốc Croatia-Slavonia và Vương quốc Hungary.
Sau khi Đế chế Ottoman mất quyền kiểm soát quân sự với Bosnia và Herzegovina, Áo-Hung xoá bỏ Croatian Krajina và Slavonian Krajina, khôi phục lại các lãnh thổ cho Croatia năm 1881. Ở nửa sau thế kỷ XIX các đảng chính trị ủng hộ Hungary khiến người Croat chống lại người Serb với mục đích kiểm soát nghị viện. Chính sách này thất bại năm 1906 khi một liên minh Croat-Serb thắng cử. Tình hình chính trị mới xuất hiện kéo dài không thay đổi cho tới trước Thế chiến I.
Ngày 29 tháng 10 năm 1918,Sabor (nghị viện) Croatia tuyên bố độc lập, lập ra Nhà nước của người Slovene, người Croat và người Serb mới. Bị quân đội Italia tràn vào từ phía nam và phía tây gây áp lực, Hội đồng quốc gia (Narodno vijeće) bắt đầu những cuộc đàm phán mưu mô với Vương quốc Serbia vào ngày 23 tháng 11 năm 1918, một phái đoàn được gửi tới Belgrade với mục tiêu tuyên bố một liên minh. Đoàn đại biểu Hội đồng quốc gia chuyển 11 điểm cần được thực hiện để tạo lập một nhà nước tương lai. Quan trọng nhất trong số đó là điểm đầu tiên, nói về sự cần thiết của một hiến pháp cho nhà nước mới, một đề xuất đã được hai phần ba số đại biểu thông qua. Cuối cùng, một hiến pháp cho một nhà nước tập trung đã được thông qua với đa số 50% + 1 phiếu và dẫn tới sự chấm dứt quyền tự trị nhà nước. Ngày 1 tháng 12 năm 1918, Vương quốc của người Serb, người Croat, và Slovene mới, cũng được gọi là Vương quốc Nam Tư, được thành lập. Quyết định này đã dẫn tới sự phản đối của người Croat, và họ đã bắt đầu một quá trình chuyển dịch chính trị hướng tới sự tái lập một nhà nước có chủ quyền bằng sự lãnh đạo của Đảng Nông dân Croatia. 

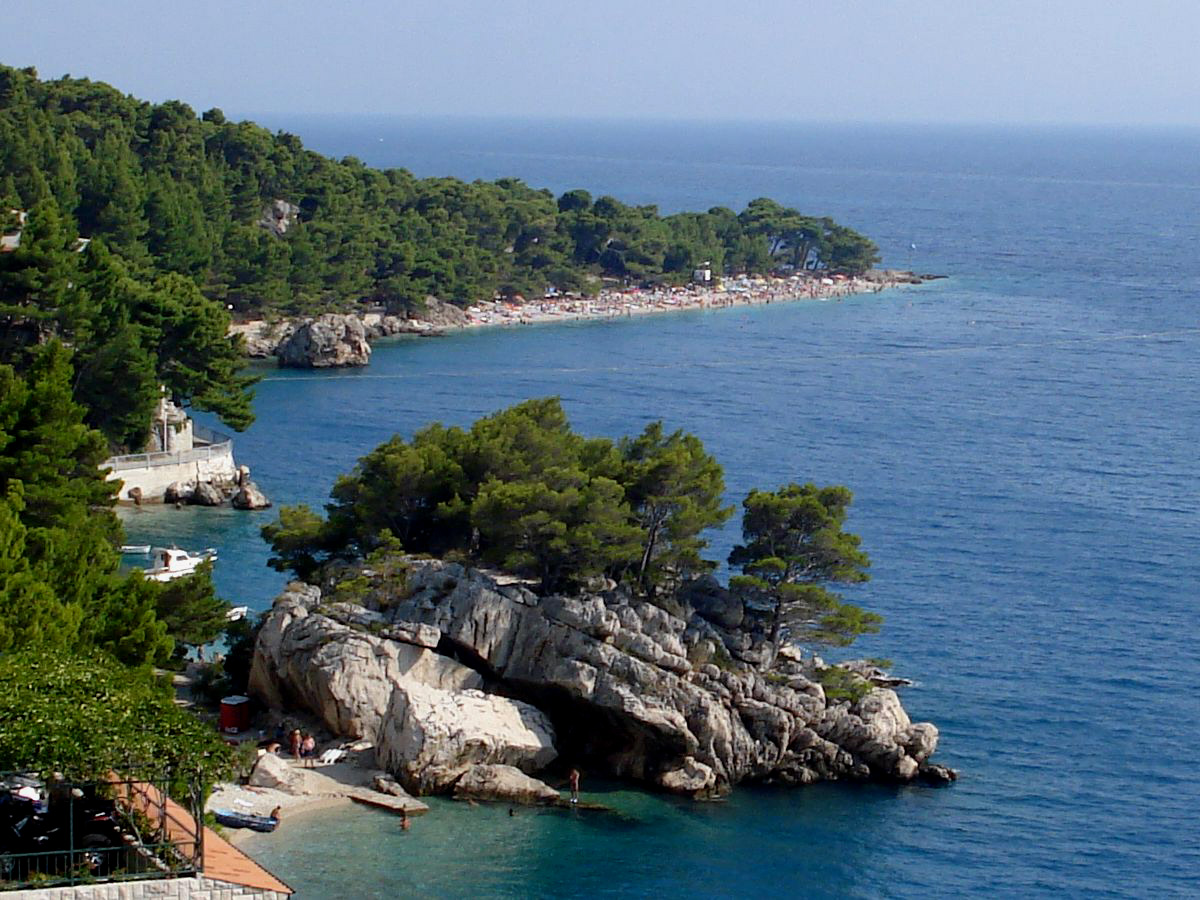
Brela tại Makarska riviera. Du lịch có tổ chức bắt đầu tại đây năm 1937 khi những khách sạn đầu tiên được xây dựng

Tình hình chính trị không lành mạnh tại Nam Tư bắt đầu xấu đi sau khi Stjepan Radić, chủ tịch CPP, bị giết hại trong tòa nhà nghị viện Nam Tư năm 1928 bởi cá nhân cực đoan quốc gia Serbia Puniša Račić.
Giai đoạn hỗn loạn sau đó chấm dứt năm sau khi Vua Alexander xóa bỏ Hiến pháp, tạm đình chỉ Nghị viện và đưa ra một chế độ độc tài cá nhân. Bốn năm sau đó của chế độ Nam Tư được Albert Einstein miêu tả là một "tình trạng bạo lực kinh khủng được thực hiện chống lại người Croatia". Trong thời độc tài, Vladko Maček, lãnh đạo Đảng Nông dân Croatia, bị bỏ tù, và chỉ được phóng thích sau khi vua Alexander bị giết trong một âm mưu do phong trào cực đoan cánh hữu Croatia, Ustaše, thực hiện. Ngay khi Maček được thả, tình hình chính trị được khôi hục như trước vụ ám sát Stjepan Radić, với những yêu cầu tiếp tục của người Croatia về chủ quyền. Vấn đề Croatia chỉ được giải quyết ngày 26 tháng 8 năm 1939 bởi Thoả thuận Cvetković-Maček, khi Croatia được trao chủ quyền và được mở rộng biên giới và Maček trở thành phó thủ tướng Nam Tư. Nền hòa bình sau đó không kéo dài lâu, và chấm dứt với cuộc xâm lược của Đức năm 1941.
Cuộc xâm lược của Đức ngày 6 tháng 4 năm 1941 thắng lợi chỉ sau chưa tới mười ngày, chấm dứt với sự đầu hàng vô điều kiện của Quân đội Hoàng gia Nam Tư ngày 17 tháng 4. Lãnh thổ Croatia, Bosnia và Herzegovina và vùng Syrmia tại Vojvodina trở thành một nhà nước bù nhìn của Phát xít Đức được gọi là Nhà nước Croatia Độc lập. Istria, thành phố cảng của Rijeka, và một phần của Dalmatia tới tận Split bị Italia chiếm đóng. Baranja và Medjumurje bị Hungary chiếm. Dù Ustashe mới chỉ quay lại sau khi bị trục xuất, họ đã được trao trách nhiệm điều khiển chế độ mới, những kẻ chiếm đóng Phe trục ban đầu đề xuất trao chức lãnh đạo cho Vladko Maček, lãnh đạo Đảng Nông dân Croatia (HSS), nhưng ông từ chối. Chỉ một ngày sau khi tiến vào Zagreb, ngày 17 tháng 4 năm 1941, Ante Pavelić tuyên bố rằng mọi người đã xúc phạm hay tìm các xúc phạm chống lại nhà nước Croatia đều bị tuyên án phản bội - một tội danh sẽ bị tử hình. Chế độ Ustashe đưa ra các điều luật chống Semitic kiểu Nuremberg, và cũng tiến hành các cuộc thảm sát chủ yếu chống lại người Serb và những sắc tộc phi Croat khác, cũng như thành lập các trại tập trung như trại tập trung tại Jasenovac và Stara Gradiska nơi những người chống đối chế độ Ustashe và những người 'gây phiền phức' khác bị giam giữ. Các tu sĩ Cơ đốc cũng liên quan tới phong trào Ustashe, đặc biệt vị Cha Miroslav Filipović khét tiếng bị lột áo thầy tu. Tuy nhiên, những người khác như Tổng giám mục Zagreb Alojzije Stepinac không chỉ lên án các tội ác của Ustashe trong các bài giảng của mình mà còn cung cấp nơi trú ngụ và bảo vệ cho những người Serb và người Do Thái bị truy đuổi. Thư viện Ảo Do Thái ước tình rằng từ 45.000 tới 52.000 người Serb Croatia bị giết hại tại Jasenovac và khoảng 330,000 tới 390,000 người Serb là nạn nhân của toàn bộ chiến dịch diệt chủng.
Những tàn tích của Quân đội Hoàng gia Nam Tư, sau này được tổ chức lại trong Chetnik Serbia, kháng chiến chống lại sự chiếm đóng Phát xít và những kẻ cộng tác Ustashe của chúng, nhưng Chetnik Bảo hoàng Nam Tư nhanh chóng hợp tác với Phát xít Đức và Phát xít Ý. Cuộc nội chiến bùng nổ, với mọi phe phái đánh lẫn nhau. Sau này, trước "Chiến dịch Barbarossa" tấn công Liên Xô đầy bất ngờ của Hitler, một cuộc nổi dậy lớn diễn ra ngày 22 tháng 6 năm 1941 với việc tạo lập 1st Sisak Partisan Detachment. Giới lãnh đạo phong trào du kích Nam Tư nằm trong tay Josip Broz Tito người Croat, chính sách anh em và thống nhất của ông cuối cùng không những chỉ đánh bại những kẻ chiếm đóng Phe trục, mà còn nhiều kẻ cộng tác của chúng trong các lực lượng vũ trạng của Nhà nước Croatia Độc lập và những kẻ phản bội khác (có mặt trong mọi nhóm quốc gia và xã hội Nam Tư). Thắng lợi của những người du kích Nam Tư trước những kẻ chiếm đóng Phát xít và đồng minh của chúng dẫn tới các cuộc thảm sát những người Croatian Domobran (Home Guard) và Ustashe, họ bị Quân đoàn số 8 của Anh trục xuất khỏi Áo. Trong thập kỷ sau Thế chiến II, tới 350.000 người sắc tộc Italia rời bỏ Nam Tư.
Số lượng nạn nhân của Thế chiến II tại Nam Tư vẫn là một nguồn gây tranh cãi lớn giữa những nhà sử học và các viện hàn lâm quốc gia Serbia và Croatia một bên và các nhà nghiên cứu độc lập một bên, đáng chú ý nhất là Vladimir Žerjavić (một người Croat) và Bogoljub Kočović (một người Serb), và những người khác.
Croatia hiện đại được thành lập trên các nguyên tắc chống phát xít AVNOJ của du kích trong thế chiến II, và nó trở thành một nước cộng hòa lập hiến của Liên bang Cộng hòa Xã hội chủ nghĩa Nam Tư. Một chế độ chuyên chính vô sản được thành lập, nhưng vì sự chia rẽ Tito-Stalin, tự do kinh tế và cá nhân tại đây tốt hơn tại Khối Đông Âu. Từ những năm 1950, nước Cộng hoà Xã hội chủ nghĩa Croatia có quyền tự trị dưới sự quản lý của giới cộng sản tinh hoa địa phương, nhưng vào năm 1967 nhóm nhà thơ và nhà ngôn ngữ Croatia có ảnh hưởng đã xuất bản một Tuyên ngôn về Vị thế và Tên của Ngôn ngữ Croatia Tiêu chuẩn. Sau những mục tiêu yêu nước năm 1968 tài liệu đó biến hình thành một phong trào chung Croatia đòi những quyền thêm nữa cho Croatia, quyền dân sự lớn hơn và những yêu cầu phi tập trung hoá kinh tế. Cuối cùng ban lãnh đạo Nam Tư coi vụ Mùa xuân Croatia là một sự tái lập chủ nghĩa quốc gia Croatia, giản tán phong trào như chủ nghĩa Xô vanh và bắt giữ hầu hết các lãnh đạo quan trọng. Năm 1974, một hiến pháp mới của Liên bang Nam Tư được phê chuẩn trao nhiều quyền tự trị hơn cho các nước cộng hòa riêng biệt, và vì thế đã hoàn thành các mục tiêu chính của phong trào Mùa xuân Croatia.
Tình cảm quốc gia dẫn tới sự chấm dứt Liên bang Nam Tư, đã lan rộng trong nhiều sắc tộc trong một số năm. Những yêu cầu của người Albani năm 1981 về Kosovo đã bị tách khỏi Serbia và chuyển thành một nước cộng hòa hợp thành bên trong Nam Tư đã dẫn tới những cuộc bạo loạn, và thái độ tương tự cũng xảy ra bên trong các nhà nước khác với cuộc Bản ghi nhớ SANU của Serbia năm 1986; Croatia và Slovenia cũng phản ứng tiêu cực năm 1989 sau khi lãnh đạo Serbia Slobodan Milošević tổ chức những cuộc đảo chính tại Vojvodina, Kosovo và Montenegro để lập ra những chính quyền sẽ trung thành với các mục tiêu của ông.
Dưới ảnh hưởng của chiến dịch tuyên truyền của Slobodan Milošević, tầm quan trọng của việc ai sẽ giành thắng lợi trong cuộc bầu cử đa đảng tại Croatia trong 50 năm đã giảm bớt. Có nghĩa là, người Serb đã có ảnh hưởng với cả lãnh đạo quốc gia người Croatia Franjo Tuđman và lãnh đạo cộng sản Ivica Račan. Franjo Tuđman, người giành thắng lợi trong cuộc bầu cử càng làm tình hình thêm nghiêm trọng. Người Serb ở Croatia rời nghị viện Croatia và lập ra Hiệp hội các Vùng đô thị Bắc Dalmatia và Lika tại Knin. Sau này nó trở thành Republika Srpska Krajina. Về những sự kiện xảy ra những năm 1990-92, Milan Babić, tổng thống Republika Srpska Krajina, sau này tuyên bố rằng ông đã "bị ảnh hưởng mạnh và bị dẫn dắt sai lầm bởi sự tuyên truyền của Serbia". Những sự kiện đó lên tới đỉnh điểm với cuộc Chiến tranh giành độc lập toàn lực của Croatia trong khoảng thời gian 1991 và 1995. Cuộc xung đột chấm dứt với Chiến dịch Cơn bão (được gọi trong tiếng Croatia là Oluja) vào mùa hè năm 1995. Những sự kiện của tháng 8 năm 1995 vẫn là chủ đề của nhiều vụ xét xử tại Tòa án Hình sự Quốc tế về Nam Tư cũ, liên quan tới chiến thắng của Quân đội Croatia và việc trục xuất sắc tộc Serb .
Croatia được quốc tế công nhận ngày 15 tháng 1 năm 1992 bởi Liên minh châu Âu và Liên hiệp quốc. Trong thời điểm đó, Croatia kiểm soát chưa tới hai phần ba lãnh thổ theo pháp lý của mình. Quốc gia đầu tiên công nhận Croatia là Iceland ngày 19 tháng 12 năm 1991.

## Địa lý

Một bản đồ Croatia cũ

Croatia nằm ở Trung và Đông Nam Âu, giáp với Hungary về phía đông bắc, Serbia về phía đông, Bosnia và Herzegovina ở phía đông nam, Montenegro về phía đông nam, biển Adriatic ở phía tây nam và Slovenia về phía tây bắc. Nó nằm giữa vĩ độ 42° và 47°N, kinh độ 13° và 20°E. Một phần của lãnh thổ ở cực nam xung quanh Dubrovnik thực tế là một lãnh thổ được bao bọc bởi quốc gia khác, kết nối với phần còn lại của đất liền bởi lãnh hải, nhưng tách khỏi đất liền bởi một dải bờ biển ngắn thuộc Bosna và Hercegovina xung quanh Neum.
Lãnh thổ Croatia khoảng 56.594 kilômét vuông (21.851 dặm vuông Anh) (21.851 dặm vuông), bao gồm 56.414 kilômét vuông (21.782 dặm vuông Anh) (21.782 dặm vuông) đất và 128 kilômét vuông (49 dặm vuông Anh) (49 dặm vuông) nước. Đây là quốc gia lớn thứ 127 trên thế giới. Độ cao từ dãy núi Dãy núi Dinaric với điểm cao nhất là đỉnh Dinara ở độ cao 1.831 m (6,007 feet) gần biên giới nước này với Bosna và Hercegovina ở phía nam  đến bờ biển Adriatic tạo thành toàn bộ biên giới phía tây nam của nó. Croatia có hơn một ngàn đảo (kể cả đảo nhỏ) có người ở, khác nhau về kích thước, 48 trong số đó là đảo có người sinh sống vĩnh viễn. Các đảo lớn nhất là Cres và Krk, mỗi trong số chúng đều có diện tích khoảng 405 kilômét vuông (156 dặm vuông Anh) (156 dặm vuông).
Phần đồi núi phía bắc Hrvatsko Zagorje và các vùng đồng bằng phẳng của Slavonia ở phía đông là một phần của lưu vực sông Pannonian, đi qua các con sông lớn như Danube, Drava, Kupa và Sava. Sông Danube, con sông dài thứ hai của châu Âu, chảy qua thành phố Vukovar ở cực đông và tạo thành một phần biên giới với Serbia. Các khu vực trung tâm và phía nam gần bờ biển Adriatic và các đảo bao gồm các ngọn núi thấp và cao nguyên rừng. Tài nguyên thiên nhiên được tìm thấy trong nước với số lượng đủ lớn cho sản xuất bao gồm dầu mỏ, than, bô xít, quặng sắt, calci, thạch cao, nhựa đường tự nhiên, silic, mica, đất sét, muối và thủy điện.
Địa hình cat-xtơ chiếm khoảng một nửa Croatia và đặc biệt nổi bật ở dãy núi Dinaric Alps. Có một số hang động sâu ở Croatia, 49 trong số đó là các hang sâu hơn 250 m (820,21 ft), 14 trong số đó sâu hơn 500 m (1.640,42 ft) và sâu hơn 1.000 m (3.280,84 ft). Các hồ nổi tiếng nhất của Croatia là hồ Plitvice, một hệ thống gồm 16 hồ, được nối với nhau bằng thác nước trên các thác đá dolomit và đá vôi. Các hồ nổi tiếng với màu sắc đặc biệt, từ màu ngọc lam đến xanh bạc hà, xám hoặc xanh dương..

### Các hạt
Croatia được chia thành 20 hạt (županija) và thành phố thủ đô Zagreb:
|    | Tên Anh hoá           | Tên bản xứ             |
| 1  | Zagreb                | Zagrebačka             |
| 2  | Krapina-Zagorje       | Krapinsko-zagorska     |
| 3  | Sisak-Moslavina       | Sisačko-moslavačka     |
| 4  | Karlovac              | Karlovačka             |
| 5  | Varaždin              | Varaždinska            |
| 6  | Koprivnica-Križevci   | Koprivničko-križevačka |
| 7  | Bjelovar-Bilogora     | Bjelovarsko-bilogorska |
| 8  | Primorje-Gorski Kotar | Primorsko-goranska     |
| 9  | Lika-Senj             | Ličko-senjska          |
| 10 | Virovitica-Podravina  | Virovitičko-podravska  |
| 11 | Požega-Slavonia       | Požeško-slavonska      |
| 12 | Brod-Posavina         | Brodsko-posavska       |
| 13 | Zadar                 | Zadarska               |
| 14 | Osijek-Baranja        | Osječko-baranjska      |
| 15 | Šibenik-Knin          | Šibensko-kninska       |
| 16 | Vukovar-Srijem        | Vukovarsko-srijemska   |
| 17 | Split-Dalmatia        | Splitsko-dalmatinska   |
| 18 | Istria                | Istarska               |
| 19 | Dubrovnik-Neretva     | Dubrovačko-neretvanska |
| 20 | Međimurje             | Međimurska             |
| 21 | Thành phố Zagreb      | Grad Zagreb            |

### Các địa điểm di sản thế giới
- Khu phức hợp lịch sử của Split với Cung điện Diocletian (1979)
- Thành phố Cũ của Dubrovnik (1979)
- Vườn quốc gia các hồ Plitvice (1979)
- Khu phức hợp Giám mục Euphrasian Basilica trong Trung tâm Lịch sử của Poreč (1997)
- Thành phố lịch sử Trogir (1997)
- Thánh đường Thánh James tại Šibenik (2000)
- Khu vực Stari Grad - đảo Hvar (2008)

## Chính phủ và chính trị

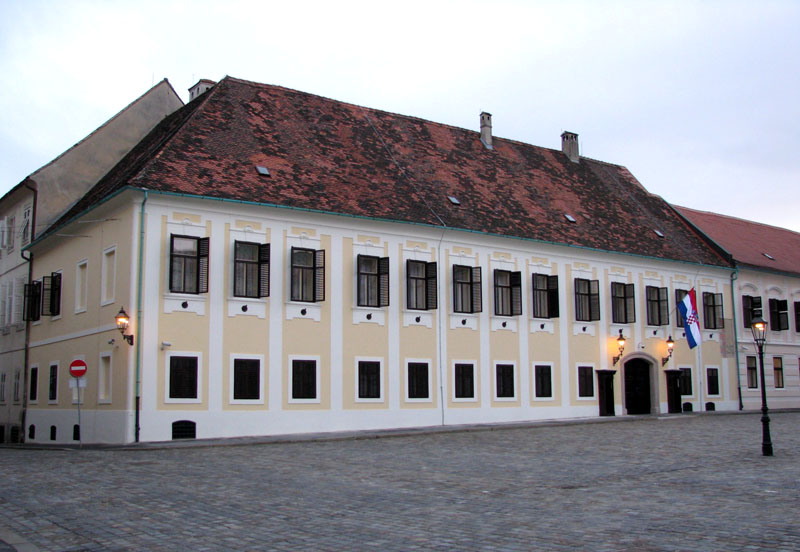
Phủ Phó vương là trụ sở Chính phủ Croatia, từng là nơi ở của các ban Croatia từ năm 1809 đến năm 1918

Từ khi thông qua Hiến pháp năm 1990, Croatia đã trở thành một chế độ dân chủ. Từ năm 1990 đến năm 2000 họ có một hệ thống bán tổng thống, và từ năm 2000 họ có một hệ thống nghị viện.
Tổng thống Croatia (Predsjednik) là nguyên thủ quốc gia, được bầu lên trực tiếp với nhiệm kỳ năm năm và bị hạn chế bởi Hiến pháp chỉ được phục vụ tối đa hai nhiệm kỳ. Ngoài tư cách tổng tư lệnh các lực lượng vũ trang, tổng thống có trách nhiệm thủ tục chỉ định Thủ tướng với sự ưng thuận của Nghị viện, và có một số ảnh hưởng trên chính sách đối ngoại. Nơi ở chính thức của tổng thống là Dinh Tổng thống. Ngoài ra, tổng thống còn có các nhà nghỉ trên các hòn đảo Vanga (đảo Brijuni) và đảo Hvar.
Quốc hội Croatia là một cơ quan lập pháp một viện (viện thứ hai, "Viện các Hạt", được thành lập theo Hiến pháp năm 1990 nhưng bị bãi bỏ từ năm 2001). Số lượng thành viên Quốc hội từ 100 đến 160; tất cả họ đều được nhân dân bầu ra với nhiệm kỳ năm năm. Kỳ họp thường lệ của Quốc hội diễn ra từ ngày 15 tháng 1 đến 15 tháng 6 và từ 15 tháng 9 đến 15 tháng 12.
Chính phủ Croatia (Vlada) do Thủ tướng lãnh đạo, dưới thủ tướng là hai phó thủ tướng và mười bốn bộ trưởng chịu trách nhiệm về các lĩnh vực công tác riêng. Nhánh hành pháp chịu trách nhiệm trình dự luật và dự toán ngân sách nhà nước, thi hành pháp luật và thực hiện chính sách đối nội, đối ngoại của Croatia. Trụ sở chính thức của chính phủ là Phủ Phó vương.

## Luật pháp
Croatia có hệ thống tư pháp ba nhánh, gồm Toà án Tối cao, các Toà án Hạt, và các Toà án Đô thị. Toà án Hiến pháp xét xử các vấn đề liên quan tới Hiến pháp. Việc thực thi pháp luật tại Croatia là trách nhiệm của lực lượng cảnh sát Croatia, nằm dưới sự kiểm soát của Bộ Nội vụ. Những năm gần đây, lực lượng này đang thực hiện một cuộc cải cách với sự hỗ trợ từ các cơ quan quốc tế, gồm Tổ chức An ninh và Hợp tác châu Âu từ khi tổ chức này thực hiện nhiệm vụ tại Croatia từ ngày 18 tháng 4 năm 1996.

## Nhân khẩu
Croatia có đa số dân là người Croat (89.6%), các nhóm thiểu số gồm người Serb (4.5%), người Bosnia, người Hungary, người Italia, người Slovene, người Đức, người Séc, người Romani và các nhóm khác (5.9%). Trong hầu hết thế kỷ XX dân số Croatia đã tăng từ 3.430.270 năm 1931 lên 4.784.265 năm 1991. Tỷ lệ tăng trưởng dân số tự nhiên hiện ở mức âm với sự chuyển tiếp nhân khẩu hoàn thành trong thập niên 1970. Tuổi thọ trung bình là 75.1, và tỷ lệ biết chữ là 98.1%. Trong những năm gần đây chính phủ gặp sức ép phải thêm 40% giới hạn giấy phép làm việc mỗi năm cho lao động người nước ngoài  Lưu trữ ngày 29 tháng 3 năm 2020 tại Wayback Machine và theo chính sách nhập cư của họ nước này đang tìm cách thu hút những người đã di cư hồi hương  Lưu trữ ngày 20 tháng 6 năm 2010 tại Wayback Machine. Các tôn giáo chính của Croatia là Cơ đốc giáo La Mã 88%, Chính thống giáo 4.4%, và các phái Thiên chúa giáo khác 0.4%, Hồi giáo 1.3%, khác và không xác định 0.9%, không theo tôn giáo 5.2%.
Trong thập kỷ cuối cùng của thế kỷ XX dân số Croatia đã ngừng tăng trưởng bởi cuộc Chiến tranh giành độc lập Croatia. Trong cuộc chiến, nhiều nhóm dân cư đã bị chuyển chỗ ở và sự di cư tăng lên. Năm 1991, tại các vùng chủ yếu là người Serb, hơn 80.000 người Croat hoặc đã bị các lực lượng người Serb Croatia buộc rời bỏ nhà cửa hoặc buộc phải bỏ chạy do tình trạng bạo lực. Trong những ngày cuối cùng của cuộc chiến tranh năm 1995, hơn 120.000 người Serb, và có lẽ khoảng 200.000 người đã bỏ chạy trước thắng lợi của các lực lượng Croatia. Chỉ một nhóm nhỏ người Serb quay lại nhà mình từ năm 1995, theo Human Rights Watch. Người Serb còn ở lại tại Croatia không sống tại các cao nguyên và vùng nội địa Dalmatia mà tại các thành phố lớn và các khu trung tâm của Croatia. Người Serb đã bị chính phủ Croatia cho tái định cư tại các vùng họ từng sinh sống trước kia.

## Kinh tế

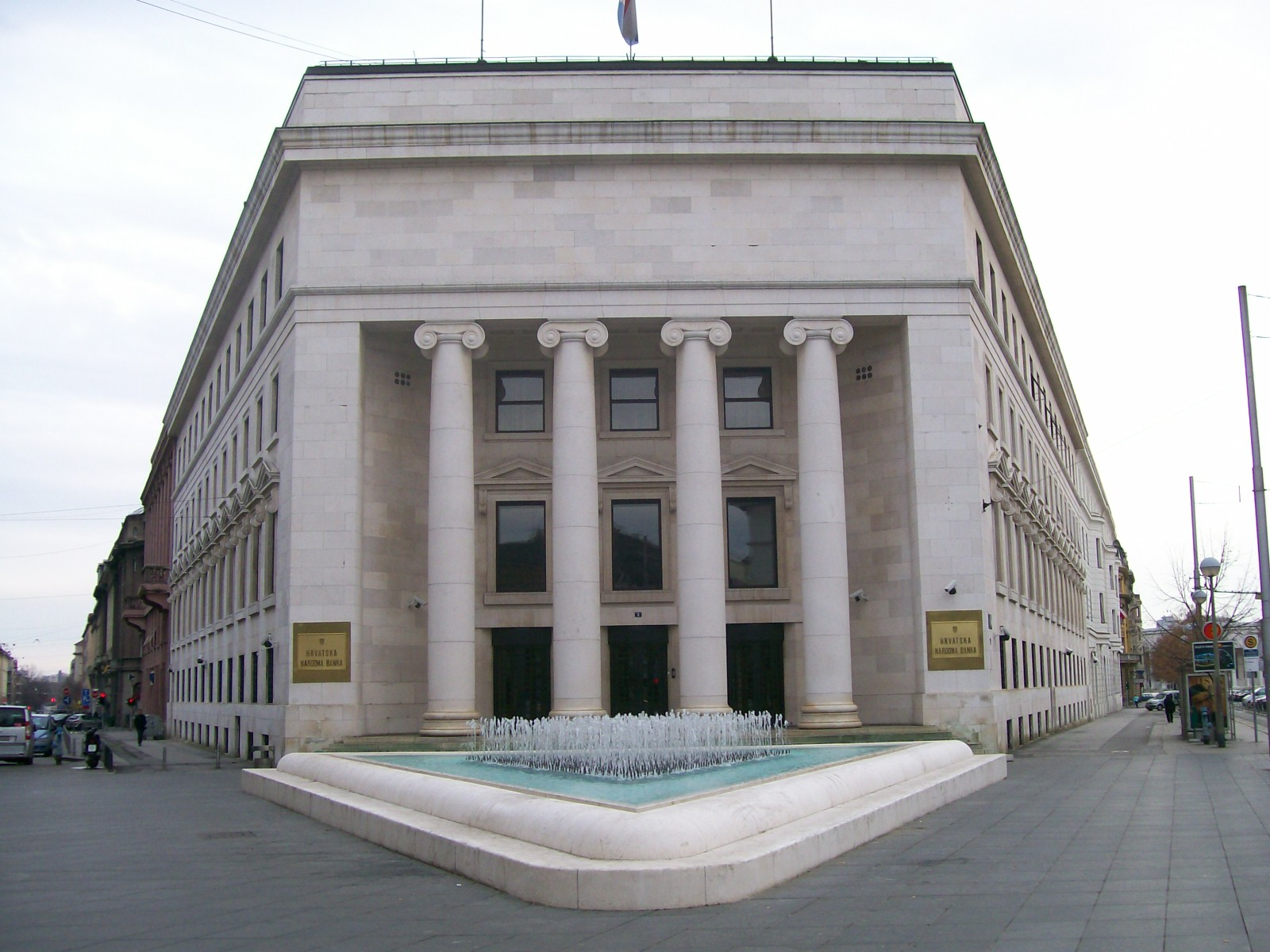
Ngân hàng Quốc gia Croatia

Tư nhân hoá và định hướng theo một nền kinh tế thị trường bắt đầu từ thời Chính phủ Croatia mới khi cuộc chiến tranh bùng nổ năm 1991. Vì hậu quả chiến tranh, cơ sở hạ tầng kinh tế bị phá hoại nghiêm trọng, đặc biệt ngành công nghiệp du lịch mang lại nhiều lợi nhuận. Từ năm 1989 đến năm 1993, GDP giảm 40.5%. Khi cuộc chiến tranh chấm dứt năm 1995, ngành du lịch và nền kinh tế Croatia hồi phục ở mức độ vừa phải. Tuy nhiên, tham nhũng, cronyism, và sự thiếu hụt minh bạch đã cản trở ý nghĩa của cuộc cải cách kinh tế, cũng như nguồn đầu tư nước ngoài.
Kinh tế Croatia xoay chuyển mạnh năm 2000 khi ngành du lịch phát triển trở lại. Kinh tế mở rộng năm 2002, được kích thích bởi một sự bùng nổ tín dụng từ các ngân hàng mới tư nhân hoá và được bơm vốn từ nước ngoài, một số khoản đầu tư tư bản, đáng chú ý nhất là xây dựng đường sá, càng làm du lịch phát triển, và cung cấp cho các doanh nghiệp tư nhân vừa và nhỏ.
Croatia có một nền kinh tế thị trường có thu nhập cao. Dữ liệu của Quỹ Tiền tệ Quốc tế cho thấy GDP danh nghĩa của Croatia ở mức $58.558 tỷ hay $13.199 trên đầu người, năm 2007. IMF dự báo cho năm 2008 là $69.332 tỷ hay $15.628 trên đầu người. Theo sức mua tương đương, tổng GDP ở mức $78.665 tỷ năm 2007, tương đương với $17.732 trên đầu người. Năm 2008, dự báo nó sẽ ở mức $82.272 tỷ, hay $18.545 trên đầu người.
Theo dữ liệu của Eurostat, GDP theo sức mua tương đương của Croatia ở mức 63% mức trung bình của EU năm 2008. Tăng trưởng GDP thực năm 2007 là 6.0%. Tổng lương trung bình của một người Croat trong chín tháng đầu năm 2008 là 7,161 kuna (US$ 1,530) mỗi tháng Năm 2007, tỷ lệ thất nghiệp theo định nghĩa của Tổ chức Lao động Quốc tế ở mức 9.1%, sau khi giảm ổn định từ 14.7% năm 2002. Tỷ lệ thất nghiệp được đăng ký cao hơn, ở mức 13.7% vào tháng 12 năm 2008.
Năm 2007, 7.2% sản xuất kinh tế thuộc nông nghiệp, 32.8% bởi công nghiệp và 60.7% bởi lĩnh vực dịch vụ. Theo dữ liệu năm 2004, 2.7% lực lượng lao động được sử dụng cho nông nghiệp, 32.8% cho công nghiệp và 64.5% trong ngành dịch vụ.
Lĩnh vực công nghiệp chủ yếu là ngành đóng tàu, chế biến thực phẩm và hoá chất công nghiệp. Du lịch là nguồn thu đáng kể trong mùa hè với tổng cộng hơn 11 triệu du khách năm 2008 tạo ra doanh thu €8 tỷ. Croatia được xếp hạng 18 về các điểm thu hút khách du lịch nhiều nhất thế giới. Năm 2006 Croatia xuất khẩu hàng hoá với tổng giá trị $10.4 tỷ (FOB) ($19.7 tỷ gồm xuất khẩu dịch vụ).
Nhà nước Croatia vẫn kiểm soát một phần khá lớn nền kinh tế, với chi tiêu chính phủ chiếm tới 40% GDP. Một số ngành công nghiệp lớn, thuộc sở hữu nhà nước, như các xưởng đóng tàu, vẫn dựa vào các khoản trợ cấp của chính phủ, loại bỏ đầu tư vào giáo dục và công nghệ cần thiết để đảm bảo tính cạnh tranh về lâu dài của nền kinh tế.
Đáng lo ngại nhất là sự trì trệ của hệ thống tư pháp, cộng với tính kém hiệu quả của lĩnh vực hành chính công, đặc biệt các vấn đề sở hữu đất đai và tham nhũng. Một vấn đề lớn khác là sự tăng trưởng nhanh chóng khoản nợ quốc gia đã đạt mức 34 tỷ euro hay 89.1% GDP. Vì các vấn đề này, các nghiên cứu cho thấy dân cư Croatia nói chung không hy vọng nhiều vào tương lai nền kinh tế quốc gia.
Croatia đã vượt qua khá tốt cuộc khủng hoảng tài chính thế giới, nhưng đối mặt với những thách thức khá lớn trong năm 2009 chủ yếu vì sự suy giảm các mặt hàng xuất khẩu chính và lĩnh vực du lịch của nước này. Sự mất cân bằng thương mại với nước ngoài và nợ nước ngoài cao cũng là những nguy cơ, bởi việc tiếp cận các khoản vay từ bên ngoài sẽ bị hạn chế nhiều.
Nước này đang là một thành viên của Liên minh châu Âu, đối tác thương mại lớn nhất. Tháng 2 năm 2005, Thoả thuận Ổn định và Hợp tác với EU chính thức có hiệu lực.
Tính đến năm 2016, GDP của Croatia đạt 49.855 USD, đứng thứ 82 thế giới và đứng thứ 27 châu Âu.

### Cơ sở hạ tầng

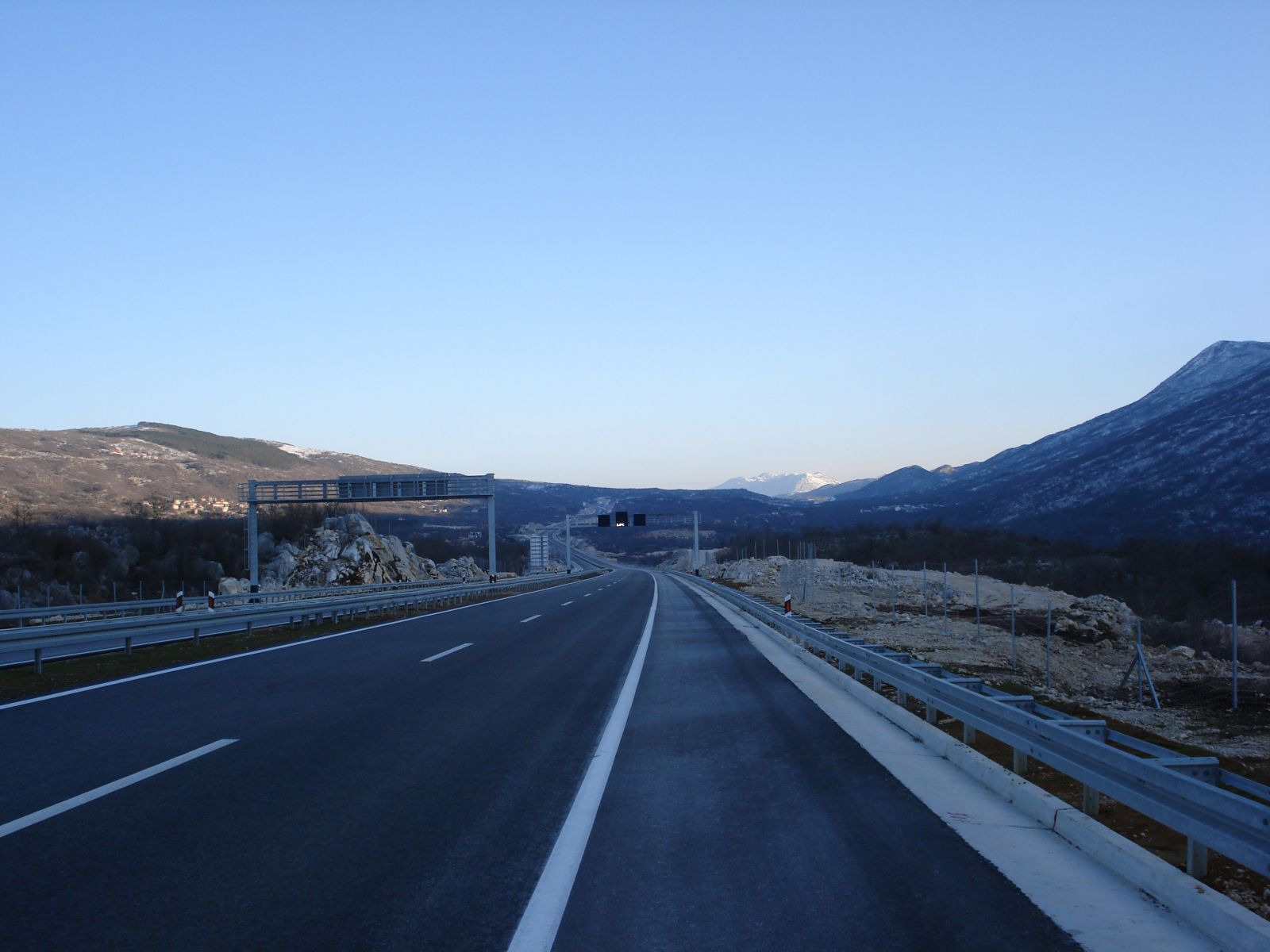
Đường cao tốc A1 nối Zagreb, Split và Dubrovnik

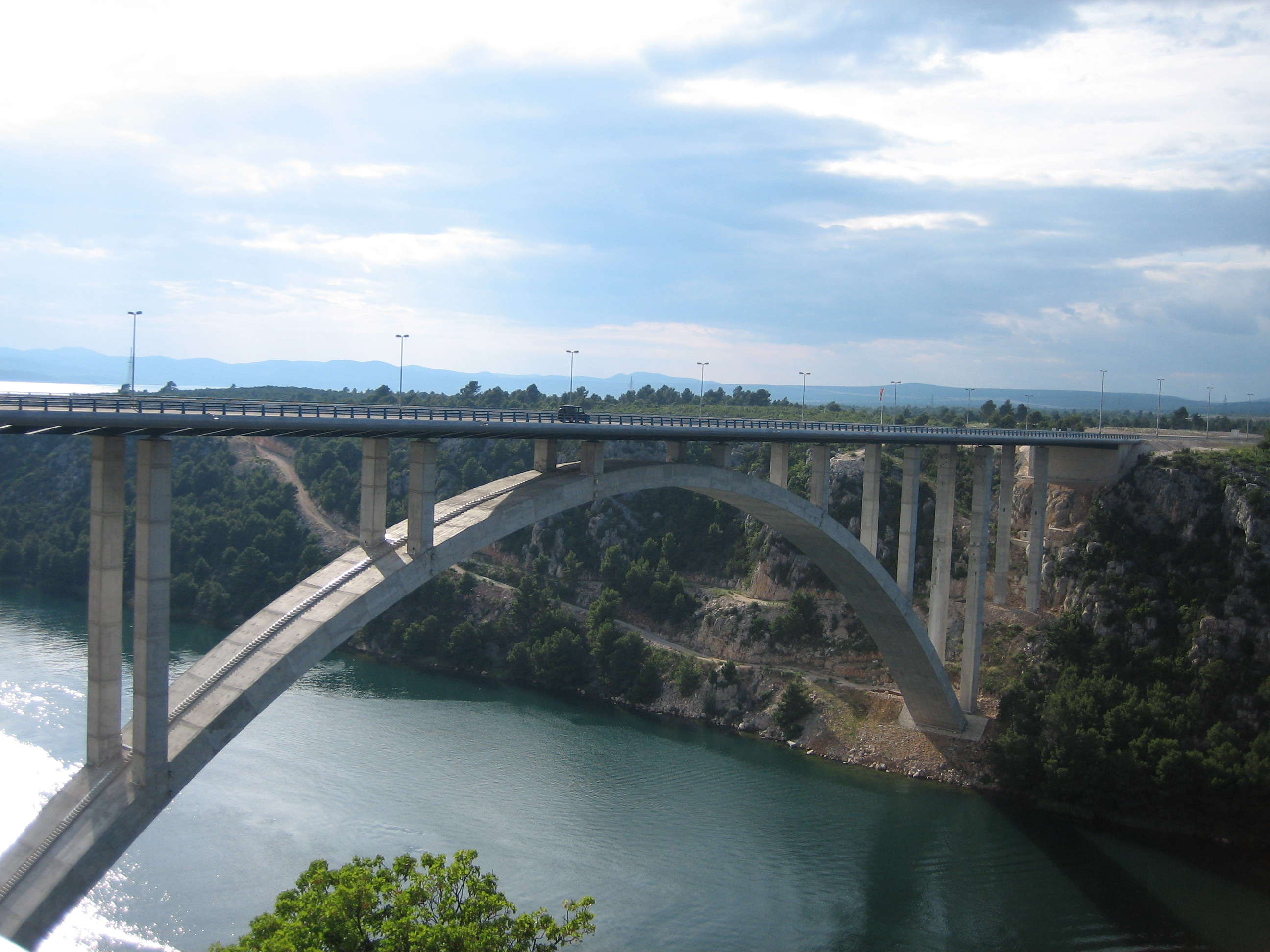
Cầu Skradin

Mảng sáng trong sự phát triển cơ sở hạ tầng của Croatia gần đây là sự phát triển nhanh chóng của mạng lưới đường cao tốc, những kế hoạch phát triển đã bắt đầu và được thực hiện từ thập niên 1970s, nhưng chỉ trở thành hiện thực sau khi nước này giành được độc lập bởi các kế hoạch đường sá có tầm quan trọng 'quốc gia' của Chính phủ Nam Tư (khi đó).
Croatia hiện có hơn 1,200 km đường cao tốc nối Zagreb với hầu hết các vùng khác. Các đường cao tốc nổi tiếng nhất là A1, nối Zagreb với Split và A3, chạy xuyên đông-tây qua tây bắc Croatia và Slavonia. Hầu hết các tuyến đường đều phải trả phí, ngoại trừ đường rẽ Zagreb và các đoạn của A3, A7, B8 và B9. Cũng có một mạng lưới đường nhỏ và khó đi hơn nối các tuyến đường cao tốc với nhau. Một trong các tuyến đường được sử dụng nhiều nhất là đường B28, nối A4 gần Zagreb với Bjelovar, nhưng cũng là shunpiking chính thay thế cho A3. Mạng lưới đường cao tốc Croatia được coi là có chất lượng tổng thể tốt và an ninh tuyệt vời, giành được nhiều giải thưởng của EUROTAP.

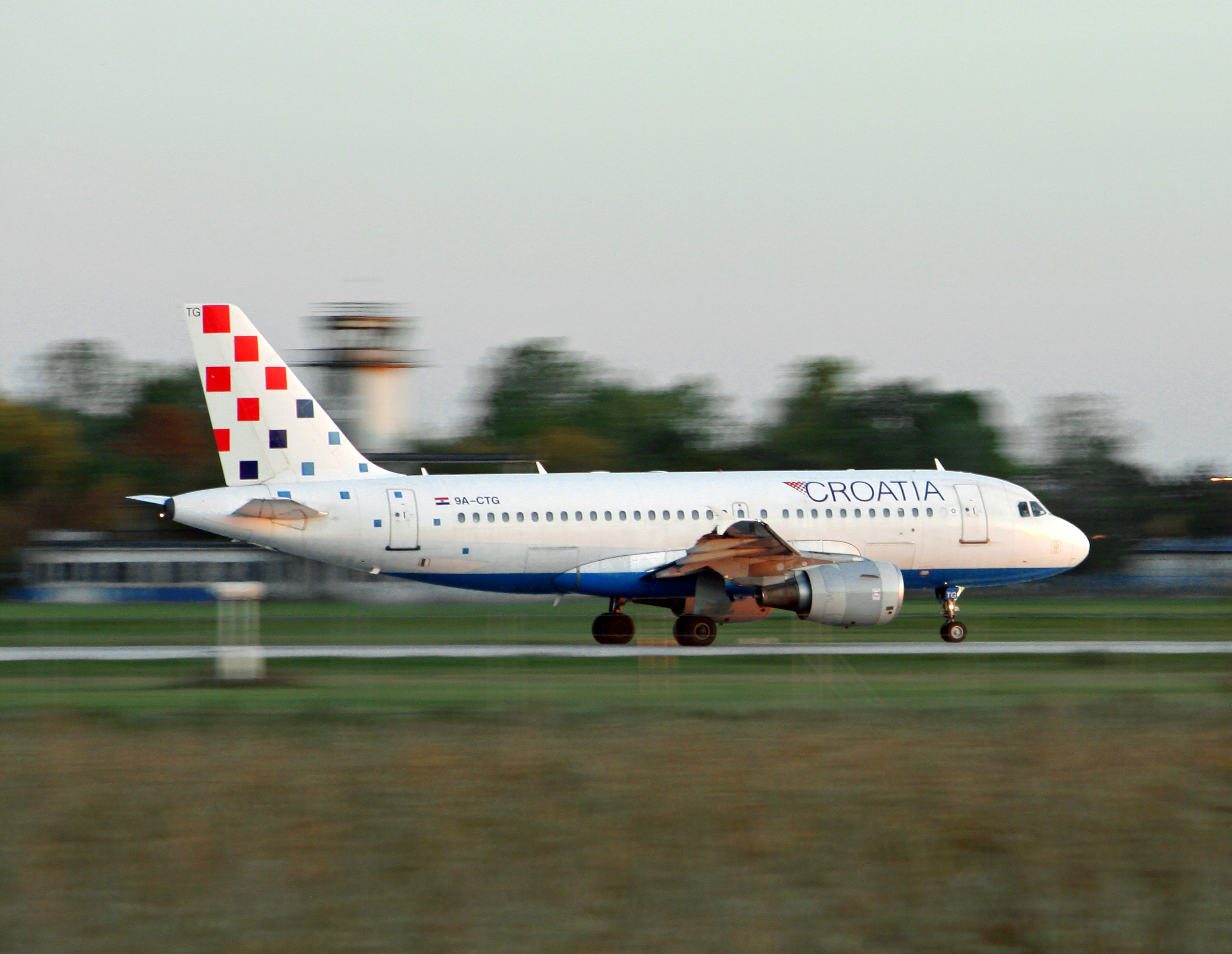
Croatia Airlines hãng hàng không quốc gia Croatia

Croatia có một mạng lưới đường sắt dày đặc, dù vì những hoàn cảnh lịch sử, một số vùng (đáng chú ý là Istria và thậm chí cả Dubrovnik) không có tuyến đường sắt tiếp cận nếu không phải đi qua nước khác. Cần có sự đầu tư nghiêm túc vào mạng lưới đường sắt trong những thập kỷ tới để nó có được tiêu chuẩn châu Âu cả về tốc độ và hiệu quả sử dụng. Tất cả các dịch vụ đường sắt đều do Croatian Railways (tiếng Croatia: Hrvatske željeznice) điều hành. Mạng lưới xe bus giữa các thành phố (do các doanh nghiệp tư nhân điều hành) phát triển rất mạnh, với mức độ bao phủ và thời gian hoạt động ở mức cao hơn đường sắt.
Croatia có ba sân bay quốc tế lớn, nằm ở Zagreb, Split và Dubrovnik. Các sân bay quan trọng khác gồm Zadar, Rijeka (trên đảo Krk), Osijek, Bol, Lošinj và Pula. Croatia Airlines là hãng hàng không quốc gia. Cơ quan Hàng không Liên bang Hoa Kỳ (FAA) coi Cơ quan Hàng không Dân dụng Croatia là không tương thích với Tổ chức Hàng không Dân dụng Thế giới (ICAO) về các tiêu chuẩn an toàn. Một hệ thống phà dày đặc, được điều hành bởi Jadrolinija, nối các hoàn đảo của Croatia và nối các thành phố ven biển. Croatia cũng có dịch vụ phà tới Ý.

## Giáo dục

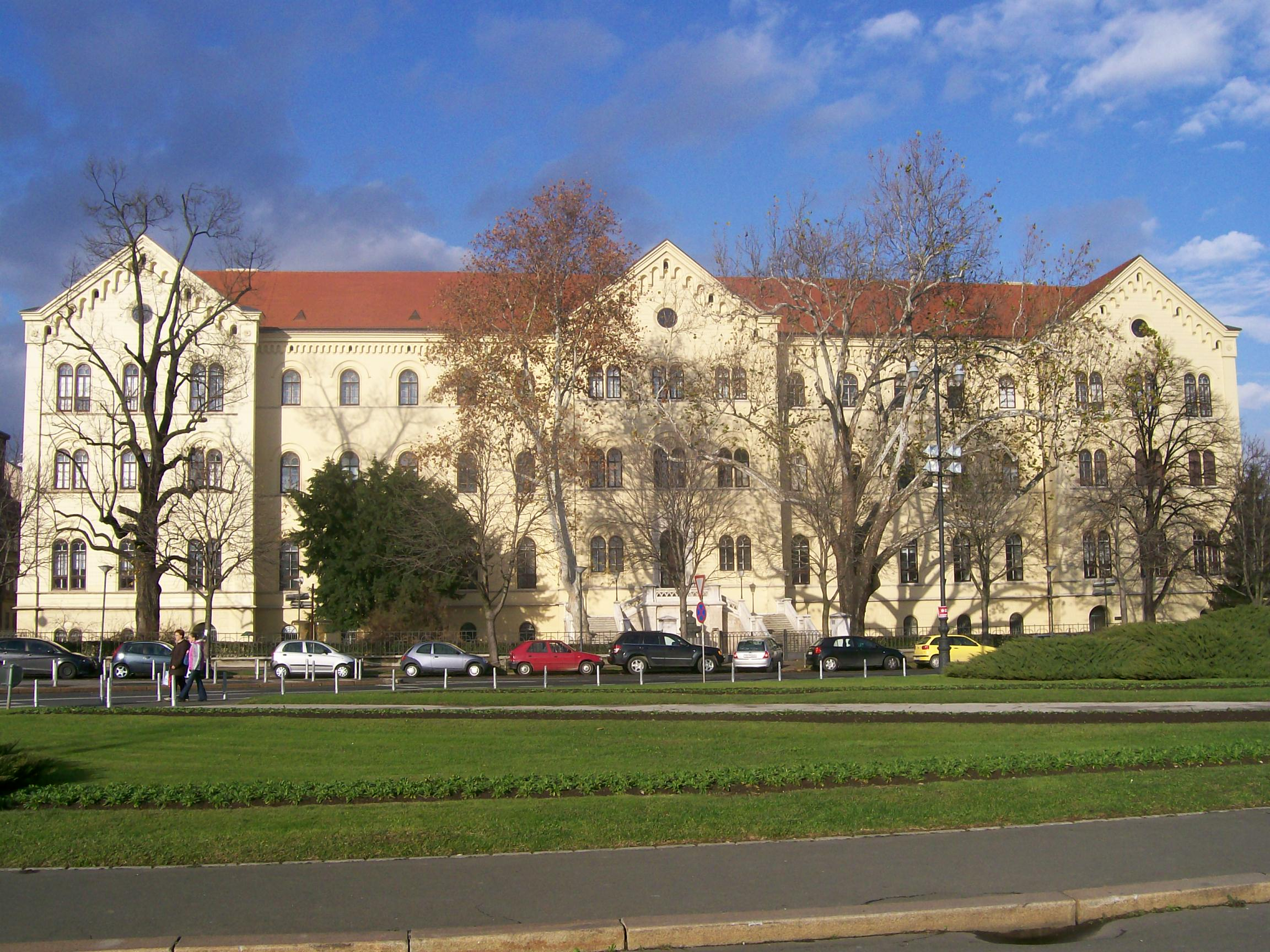
Đại học Zagreb

Giáo dục phổ thông tại Croatia bắt đầu từ tuổi lên sáu và gồm tám lớp. Năm 2007 một điều luật được thông qua để tăng độ tuổi giáo dục miễn phí, nhưng không bắt buộc lên mười tám tuổi. Giáo dục cưỡng bách lên tới mười tám tuổi (Trường Cấp hai)
Giáo dục cấp hai được thực hiện bởi các trường thể dục và các trường dạy nghề.
Croatia có tám trường đại học, Đại học Zagreb, Đại học Split, Đại học Rijeka, Đại học Osijek, Đại học Zadar, Đại học Dubrovnik, Đại học Pula và Đại học Quốc tế Dubrovnik.
Đại học Zadar, Đại học đầu tiên tại Croatia, được thành lập năm 1396 và vẫn hoạt động tới năm 1807, khi các cơ sở giáo dục cao học khác tiếp quản cho tới sự thành lập của Đại học Zadar mới năm 2002. Đại học Zagreb, được thành lập năm 1669, là Đại học có thời gian hoạt động liên tục lâu nhất tại Đông Nam Âu. Cũng có các trường bách khoa và giáo dục cao học khác.

## Văn hoá

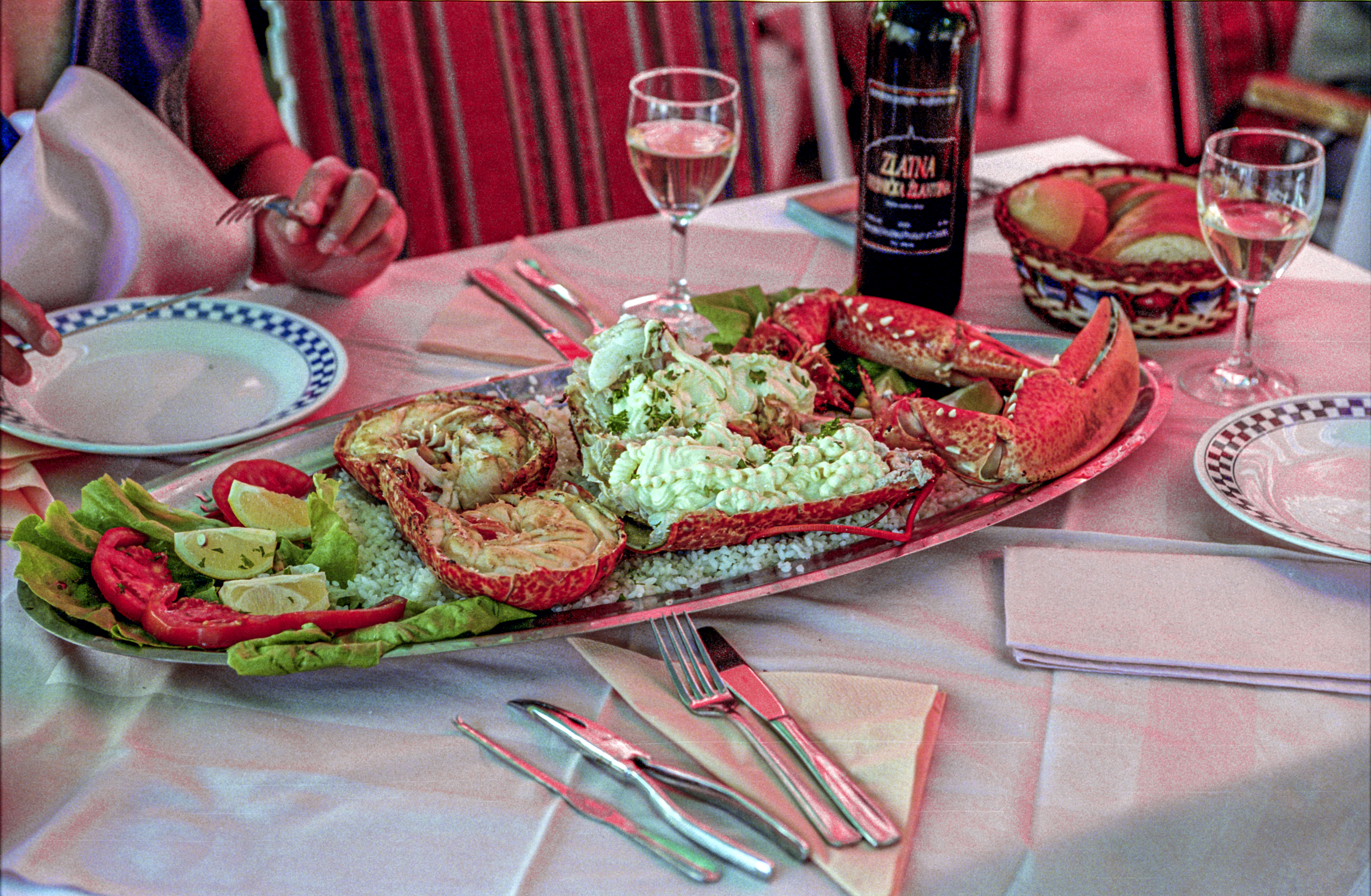
Ẩm thực Địa Trung Hải tại Dalmatia

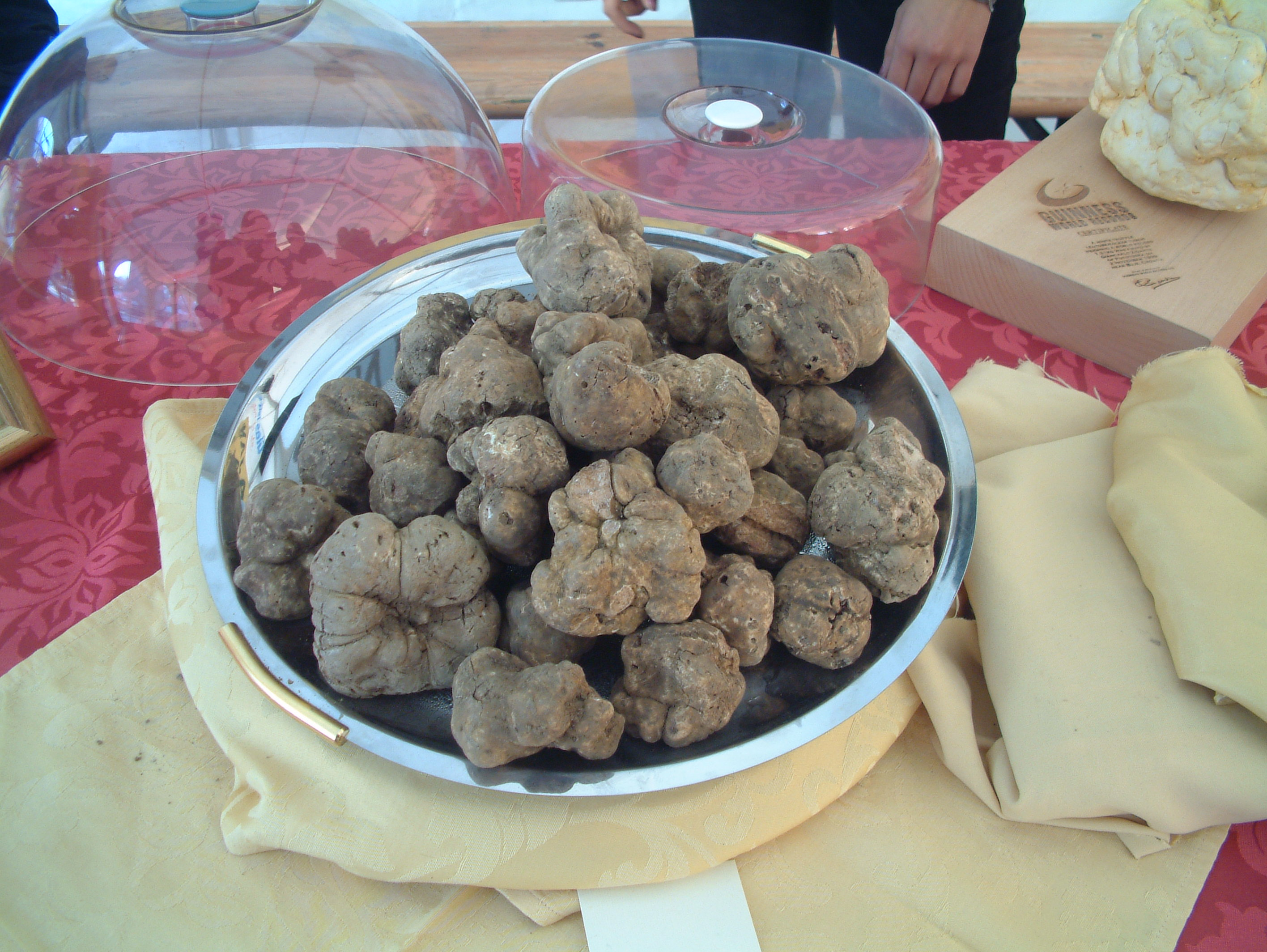
Nấm cục trắng từ Istria

Văn hoá Croatia là kết quả của một lịch sử dài mười bốn thế kỷ đã chứng kiến sự phát triển của nhiều thành phố và các công trình. Nước này có bảy Địa điểm di sản thế giới và tám vườn quốc gia. Croatia cũng là nơi sinh của một số nhân vật lịch sử. Trong số đó có những người nổi tiếng như ba người đoạt giải Nobel và nhiều nhà phát minh.
Một số chiếc bút máy đầu tiên của thế giới có từ Croatia. Croatia cũng có một địa điểm trong lịch sử có đồ quần áo như là nguồn gốc của chiếc cà vạt (kravata). Nước này có một nền nghệ thuật và văn học lâu dài và một truyền thống âm nhạc. Một khía cạnh đáng chú ý khác là sự đa dạng của ẩm thực Croatia và loại quà tặng truyền thống nổi tiếng của Croatia, Licitar.

### Thể thao
Croatia có danh tiếng là nơi sản sinh ra nhiều vận động viên nổi tiếng trong nhiều môn thể thao. Các môn thể thao phổ biến nhất tại Croatia là bóng đá, bóng ném, bóng rổ, water polo, tennis, và trượt tuyết.
Đội tuyển bóng đá quốc gia Croatia đã giành huy chương đồng tại 1998 FIFA World Cup và Davor Šuker đoạt giải Chiếc giày Vàng với tư cách cầu thủ ghi nhiều bàn thắng nhất. Đội tuyển bóng đá quốc gia cũng đã vào tới trận tứ kết 1996 European Championships và 2008 European Championships. Mới đây, Croatia cũng đã tạo ra bất ngờ khi lọt vào trận chung kết World Cup 2018 và thua đội tuyển bóng đá quốc gia Pháp. Đội tuyển nước này hiện xếp hạng 9 trong Bảng xếp hạng của FIFA (thời điểm tháng 9 năm 2009). Các cầu thủ nổi tiếng nhất là Luka Modrić,Ivan Rakitić,Ivan Perišić,Mario Mandžukić, Ivica Olić và Eduardo.
Đội tuyển bóng ném quốc gia Croatia từng hai lần là nhà vô địch Olympics (năm 1996 và 2004). Đội tuyển cũng giành huy chương vàng tại 2003 World Men's Handball Championship, và huy chương bạc tại các Giải vô địch thế giới năm 1995, 2003 và 2009. Croatia giành huy chương đồng tại 1994 European Championships và huy chương bạc tại 2008. RK Zagreb là Vô địch châu Âu năm 1992 và 1993 và 4 lần về thứ hai (1995, 1997, 1998 và 1999). Các vận động viên Croatia Ivano Balić, Igor Vori và Domagoj Duvnjak hiện là những cầu thủ bóng ném hàng đầu thế giới.
Đội tuyển bóng rổ quốc gia Croatia đã giành huy chương bạc tại giải đấu bóng rổ Olympic năm 1992, huy chương đồng tại 1994 FIBA World Championship và huy chương đồng tại EuroBasket 1993 và EuroBasket 1995. Các câu lạc bộ bóng rổ Croatia từng năm lần là nhà vô địch Euroleague: KK Split ba lần (năm 1989, 1990 và 1991) và KK Cibona năm 1985 và 1986. Các vận động viên bóng rổ Croatia như Dražen Petrović, Krešimir Ćosić và Toni Kukoč là những vận động viên nước ngoài đầu tiên thành công tại giải NBA ở Hoa Kỳ.
Đội tuyển water polo quốc gia Croatia đã giành huy chương vàng tại 2007 FINA World Championships và huy chương đồng năm 2009. Đội tuyển cũng giành huy chương bạc tại 1996 Olympic water polo tournament và huy chương bạc năm 1999 và 2003 tại European Championships. Các câu lạc bộ water polo Croatia đã 13 lần giành chức vô địch LEN Euroleague. HAVK Mladost từ Zagreb đã bảy lần giành chức Vô địch châu Âu (năm 1968, 1969, 1970, 1972, 1990, 1991 và 1996) và được trao danh hiệu Câu lạc bộ Tốt nhất thế kỷ XX bởi LEN. VK Jug từ Dubrovnik và VK Jadran từ Split đều từng ba lần giành chức Vô địch châu Âu.
Đội tuyển Davis Cup Croatia (Ivan Ljubičić, Mario Ančić và Ivo Karlović cùng huấn luyện viên Nikola Pilić) đã giành chiến thắng giải 2005 Davis Cup vào tới bán kết năm 2009 (Marin Čilić và Ivo Karlović cùng huấn luyện viên Goran Prpić). Tay vợt tennis Goran Ivanišević là một trong những vận động viên nổi tiếng nhất nước. Ivanišević đã giành giải vô địch đơn Wimbledon năm 2001 và từng đứng thứ 2 trong Bảng xếp hạng ATP tháng 7 năm 1994. Ivan Ljubičić từng đứng thứ 3 trong Bảng xếp hạng ATP tháng 5 năm 2006. Iva Majoli đã giành chức vô địch đơn nữ Roland Garros năm 1997. Hiện tại tay vợt hàng đầu Croatia là Marin Čilić xếp hạng 15 tại thời điểm ngày 15 tháng 9 năm 2009.
Janica Kostelić là vận động viên trượt tuyết tốc độ nữ thành công nhất trong lịch sử Olympic Mùa đông. Cô là người duy nhất giành bốn huy chương vàng môn trượt tuyết tốc độ tại Olympics Mùa đông (năm 2002 và 2006), và là người duy nhất giành ba huy chương vàng trượt tuyết trong một kỳ Olympics (2002). Cô cũng giành hai huy chương bạc năm 2006. Janica là vô địch tổng hợp World Cup năm 2001, 2003, và 2006. Ngày 5 tháng 2 năm 2006 Janica trở thành vận động viên trượt tuyết nữ thứ hai giành chiến thắng toàn bộ năm môn trong một mùa giải. Cô cũng giữ kỷ lục có số điểm cao nhất tại một mùa giải World Cup. Năm 2006 cô giành Giải Laureus World Sports cho người phụ nữ thể thao của năm. Anh trai cô Ivica Kostelić là vô địch trượt tuyết vượt chướng ngại vật năm 2003 và huy chương bạc nam Olympic 2006.
Blanka Vlašić là vận động viên điền kinh thành công nhất Croatia môn nhảy cao. Cô là nhà vô địch thế giới năm 2007 và 2009. Blanka cũng là nhà vô địch thế giới trong nhà năm 2008 và giành huy chương bạc Olympic năm 2008. Thành tích cá nhân tốt nhất của cô là 2.08 m (chỉ kém 1 cm so với kỷ lục thế giới) được lập tại Zagreb ngày 31 tháng 8 năm 2009.
Đội tuyển bóng chuyền nữ quốc gia Croatia đã ba lần giành huy chương bạc tại Giải vô địch bóng chuyền châu Âu năm 1995, 1997 và 1999.
Các vận động viên nổi tiếng khác của Croatia là Duje Draganja, Gordan Kožulj, Sanja Jovanović và Đurđica Bjedov môn bơi lội, Zoran Primorac, Dragutin Šurbek, Antun Stipančić và Tamara Boroš môn bóng bàn, Filip Ude môn thể dục, Siniša và Nikša Skelin môn rowing, Martina Zubčić và Sandra Šarić môn taekwondo, Snježana Pejčić môn bắn súng, Matija Ljubek môn canoeing, Željko Mavrović và Mate Parlov môn đấm bốc, Branko Cikatić và Mirko Filipović "Cro Cop" môn kickboxing và UFC Goran Reljic.

## Tôn giáo
| Tôn giáo tại Croatia         | Tôn giáo tại Croatia         | Tôn giáo tại Croatia | Tôn giáo tại Croatia | Tôn giáo tại Croatia |
| ---------------------------- | ---------------------------- | -------------------- | -------------------- | -------------------- |
| tôn giáo                     | tôn giáo                     |                      | tỷ lệ                | tỷ lệ                |
| Công giáo Roma               | Công giáo Roma               |                      | 86.28%               | 86.28%               |
| Chính thống giáo Đông phương | Chính thống giáo Đông phương |                      | 4.44%                | 4.44%                |
| Hồi giáo                     | Hồi giáo                     |                      | 1.47%                | 1.47%                |
| Tin lành                     | Tin lành                     |                      | 0.34%                | 0.34%                |
| Thuyết vật linh              | Thuyết vật linh              |                      | 4.57%                | 4.57%                |
| Khác                         | Khác                         |                      | 3.24%                | 3.24%                |

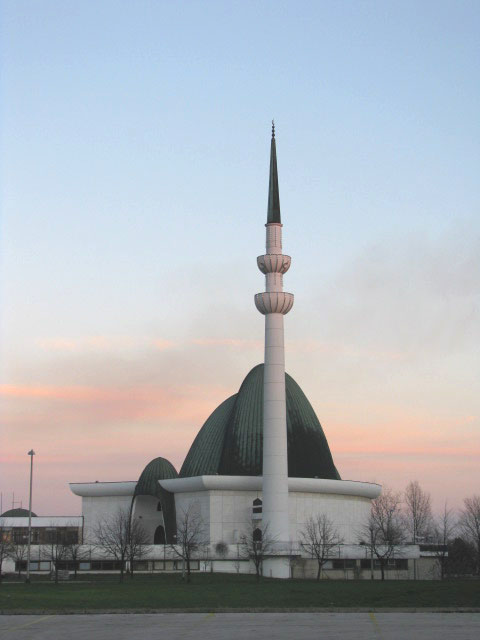
Một thánh đường Hồi giáo ở Croatia

Các tôn giáo chính của Croatia là Công giáo La Mã chiếm 86,28% dân số, Chính Thống giáo 4,44%, 0,34% Tin Lành, Kitô giáo khác 0,30%, và 1,47% Hồi giáo.
Các trường công lập cho phép sự mở các lớp giáo lý tôn giáo trong trường, đây là sự hợp tác giữa các cộng đồng tôn giáo với chính phủ, nhưng việc tham dự tham dự là không bắt buộc. Các lớp học được tổ chức rộng rãi trong các trường tiểu học và trung học công lập. Trong năm 2009, 92% học sinh tiểu học và 87% học sinh trung học tham dự các lớp học giáo lý tôn giáo.
Vị trí pháp lý của cộng đồng các tôn giáo ở Croatia được xác định bởi luật pháp đặc biệt, đặc biệt liên quan đến chính phủ do sự tài trợ, ưu đãi về thuế, và giáo dục tôn giáo trong các trường học công lập. Các vấn đề khác sẽ do mỗi cộng đồng tôn giáo đàm phán riêng với chính phủ. Việc đăng ký của các cộng đồng tôn giáo ở nước này là không bắt buộc, nhưng tôn giáo nào đã đăng ký sẽ được chính phủ công nhận pháp nhân và được hưởng các ưu đãi về thuế và các lợi ích khác. Pháp luật Croatia quy định để đủ điều kiện đăng ký, một nhóm tôn giáo phải có ít nhất 500 tín hữu và được đăng ký như một hiệp hội dân sự trong 5 năm. Các nhóm tôn giáo có trụ sở ở nước ngoài phải gửi văn bản cho phép đăng ký từ nước sở tại của mình.